# Gatubelysning i Stockholm

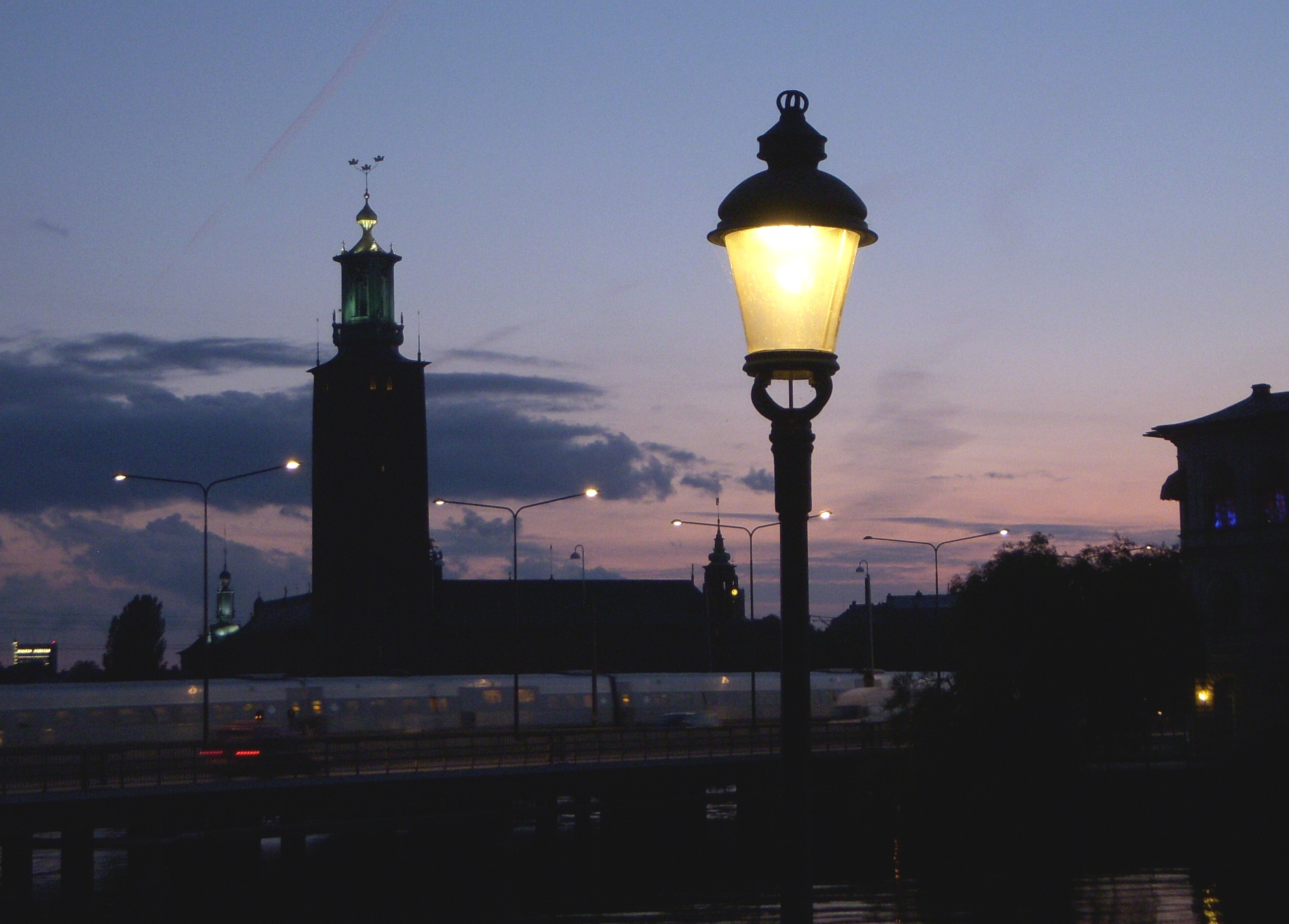
"Stockholmslyktan" och Stockholms stadshus.

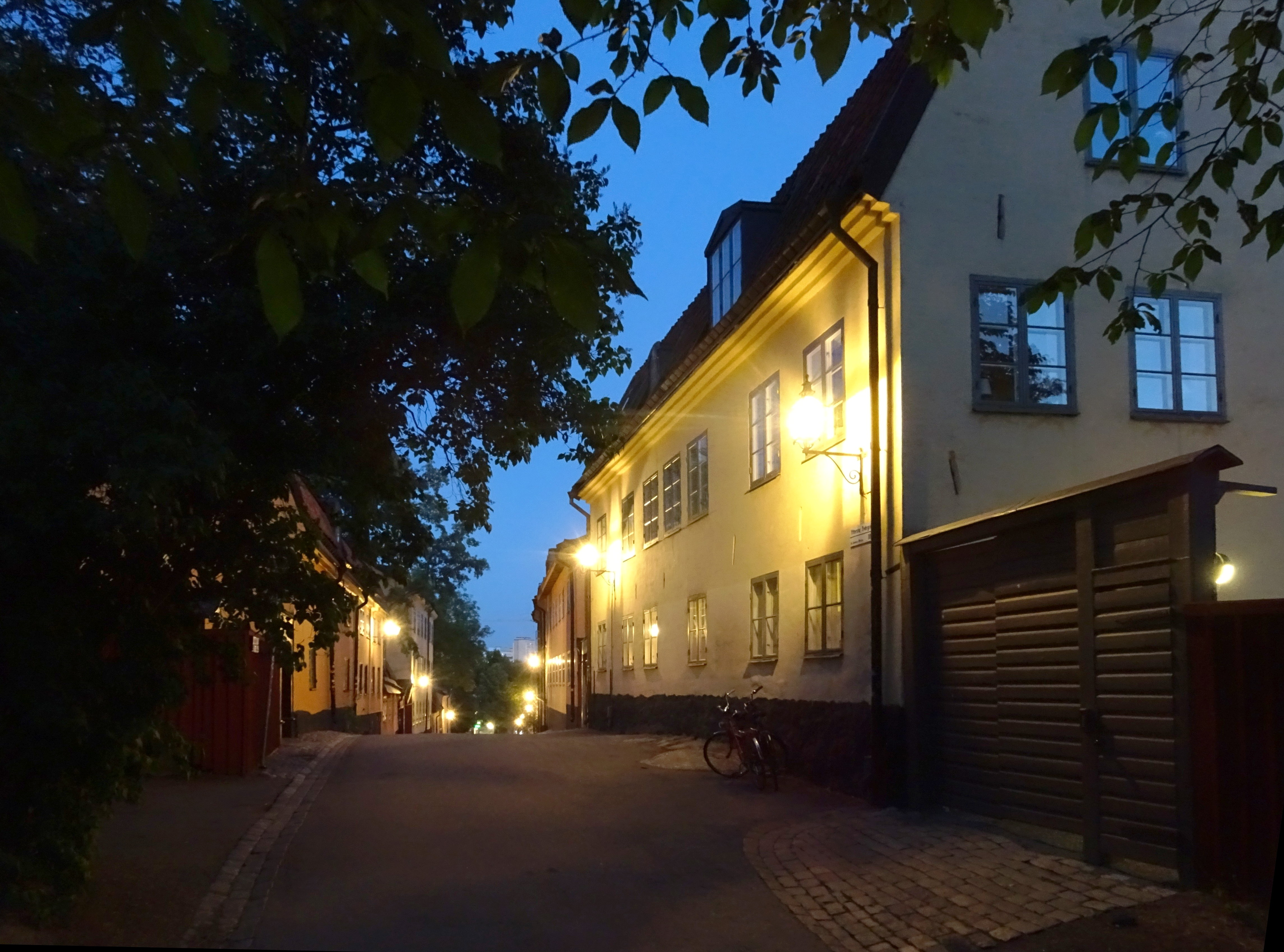
Miljöanpassad gatubelysning på Yttersta Tvärgränd.

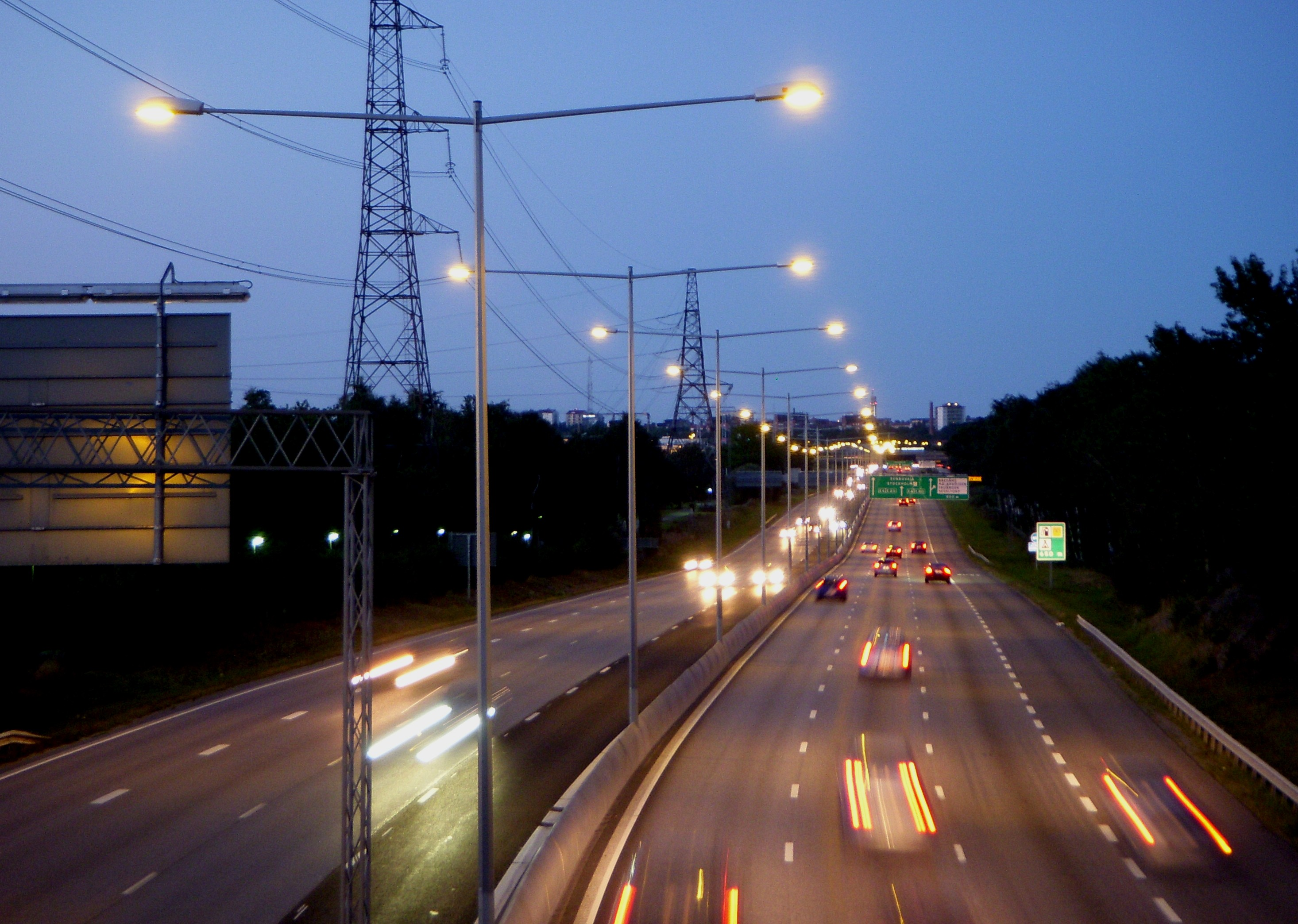
Motorvägsbelysning på Södertäljevägen vid Bredäng.

Gatubelysningen i Stockholm var under många århundraden en privat angelägenhet. Den första kända förordningen om ”lyshållning” i Sverige är från 1697 och gällde Riddarholmen i Stockholm. Först 1749 kom en kunglig förordning om allmän gatulyshållning som föreskrev att fastighetsägarna skulle hålla lyktor tända under den mörka årstiden från mörkrets inbrott till midnatt, med undantag för ljusa månnätter. Staden bidrog med 97 lyktor som placerades på stadens byggnader, på allmänna platser, vid hamnar och på broar.
Stockholm var en mörk stad, speciellt efter midnatt när gatlyktorna som kallades ”vargögon” släcktes. Man undvek att gå ut på stadens gator om nätterna. Den allmänna gatubelysningen i Stockholm blev en kommunal uppgift när gaslyktor och senare elektriska lampor infördes under 1800-talets mitt. Gas-, fotogen- och elljus existerade parallellt under många år. År 1919 fanns det som flest gas- och oljelyktor, nämligen 10 650 stycken, samtidigt kom bara 900 glödlampor och 110 båglampor till användning. De två sista ”offentliga” oljelyktorna i Stockholm släcktes så sent som 1940 och den sista gaslampan stängdes av 1941.
1930-talet blev genombrottet för den elektriska gatubelysningen och för ljusskyltar i Stockholm, och från 1929 hölls gatubelysningen tänd natten igenom. Stockholm blev en stad som formligen badade i ljus till och med under andra världskriget, bortsett från några mörkläggningsövningar.
Många av stadens gatuarmaturer är ritade av kända arkitekter. Exempelvis räknas Norrbros smäckra armaturer, ritade 1926 av Kurt von Schmalensee, som ett av de första och bäst bevarade exemplen på funktionalistisk gatubelysning i Sverige. I Stockholm finns två klassiker från gaslyktornas tid som numera matas med elektricitet, den ena är gasverkets standardlykta från 1853, den andra är den så kallade Stockholmslyktan från 1890-talet. Båda nytillverkas och används i kulturhistoriskt värdefulla stadsområden.
År 2010 fanns i Stockholms stad ungefär 145 000 ljuspunkter (lampor och liknande). Hälften av armaturerna har kvicksilverlampor som kommer att fasas ur till år 2015. Mellan 2009 och 2011 genomförde Trafikkontoret i Stockholm tester med lysdiodbelysning, som kan bli en framtida ljuskälla i gatumiljö.

## Historia

### Paris var först
Som första stad i Europa fick Paris 1667 en offentlig gatubelysning och i början av 1700-talet lyste cirka 5 000 lanternor upp stadens gator och torg. Från 1680 och framåt följde Berlin Paris exempel. I London dröjde det långt in på 1700-talet innan den privata gatubelysningen kompletterades med en av staden ordnad sådan.

### En mörk stad
Under medeltiden och en bra bit in på 1800-talet var Stockholm en mörk stad om nätterna. Att lysa upp gatorna var i stort sett en privatsak. Facklor och annat öppet ljus var förbjudna på grund av brandrisken och en vanlig uppmaning till den som skulle ut om natten var ”Glöm inte lyktan!”.
Den tidigaste kända förordningen för en ordnad ”lyshållning” i Sverige är från 1697 och gällde Riddarholmen i Stockholm. Samma år som slottsbranden 1697 bestämde Kungl. Maj:t att det skulle sättas upp gatlyktor på Riddarholmen, dit den kungliga familjen tillfälligt flyttade efter slottsbranden. Samtidigt blev det förbjudet att bära facklor på Riddarholmen. Denna lokala förordning fick dock ingen större spridning, bortsett från några platser som exempelvis på Norrbros föregångare, där det 1719  ”befalltes, att lyktor skulle uppsättas …”.

### Vargögon

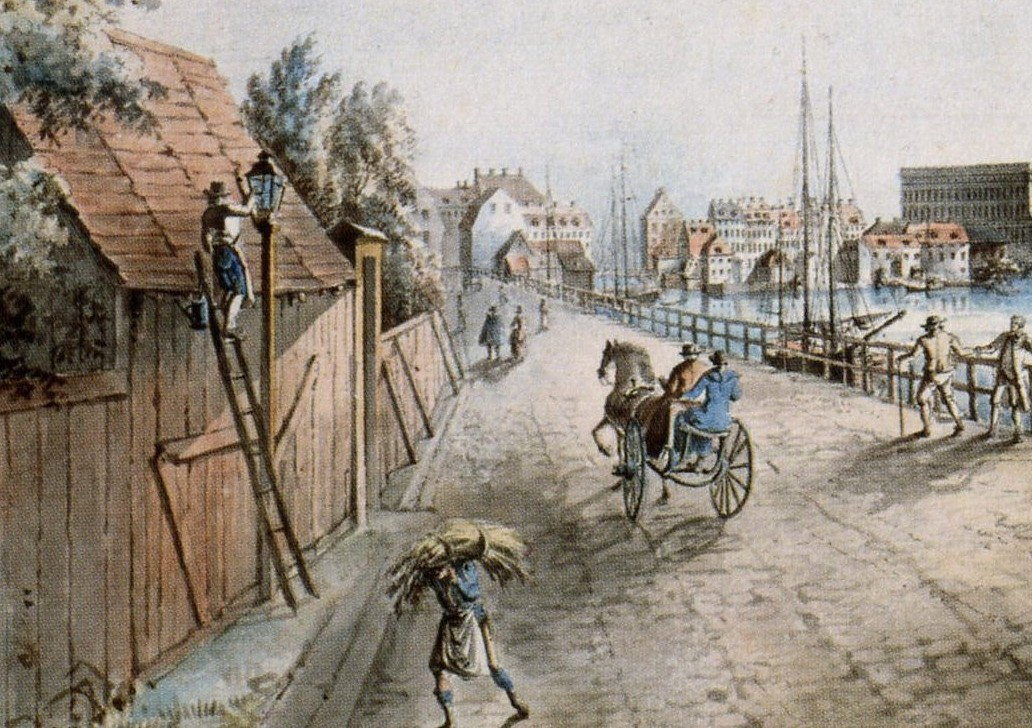
En lykttändare med sin oljekanna vid Nya Kungsholmsbrons västra sida (1790).

Det skulle dröja till den 12 januari 1749 innan en kunglig förordning om allmän gatulyshållning utropades. Förordningen var mycket detaljerad och föreskrev bland annat att fastighetsägarna skulle hålla lyktor tända under den mörka årstiden (första året från 20 september till 15 mars) från mörkrets inbrott till midnatt, med undantag för ljusa månnätter. Senare utökades tiden till klockan ett på natten. Lyktorna skulle placeras i sicksack från en gatusida till den andra med högst 30 stegs (cirka 20 meter) avstånd från varandra. På en karta över staden markerades ljuspunkterna. Typ av lampa fick fastighetsägarna välja själva. Staden bidrog med 97 lyktor som placerades på stadens byggnader, på allmänna platser, vid hamnar och på broar.
Det var dock fortfarande mörkt i Stockholm, speciellt efter klockan ett på natten, då all offentlig belysning släcktes. Gatlyktorna kallades ”vargögon”, en beteckning som var mer skrämmande än lugnande. Vargögon var ljussvaga oljelampor med en ljusstyrka mindre än ett stearinljus. Konstruktionen bestod av ett fyrkantigt ljushus av bleckplåt med glasrutor. Oljeförbrukningen var över 0,66 centiliter per timme. Vargögonens dåliga sken förde till täta klagomål. Men samtiden erkände även fördelen med den nya gatubelysningen eftersom den hindrade brott: ”Denna inrättning, som har till föremål att hindra wanart under betäckning af mörkret, framställer tillika en wacker anblick af en mindre illumination.”
Fastighetsägarna gick samman och anlitade så kallade lykttändare att ansvara för gatubelysningen. År 1824 fanns omkring 3 500 gatlyktor i staden. Stockholmspolitikern Gustaf Nerman (född 1827) var kritisk till vargögonen; han menade att man visserligen såg var de fanns men inte vad de belyste. Enligt honom undvek man att gå ut på staden efter mörkrets inbrott. På 1830-talet höll sig de flesta borta från gatorna: ”… efter klockan tio på aftonen vore de merendels nästan folktomma”. År 1824 anmodades att man skulle vara försedd med handlykta om man var tvungen att ge sig ut på stadens gator nattetid mellan klockan elva och fem under ”den mörka tiden”, det vill säga från 20 augusti till 23 april (undantag vid månljus).

### Olje- och fotogenlampornas tid

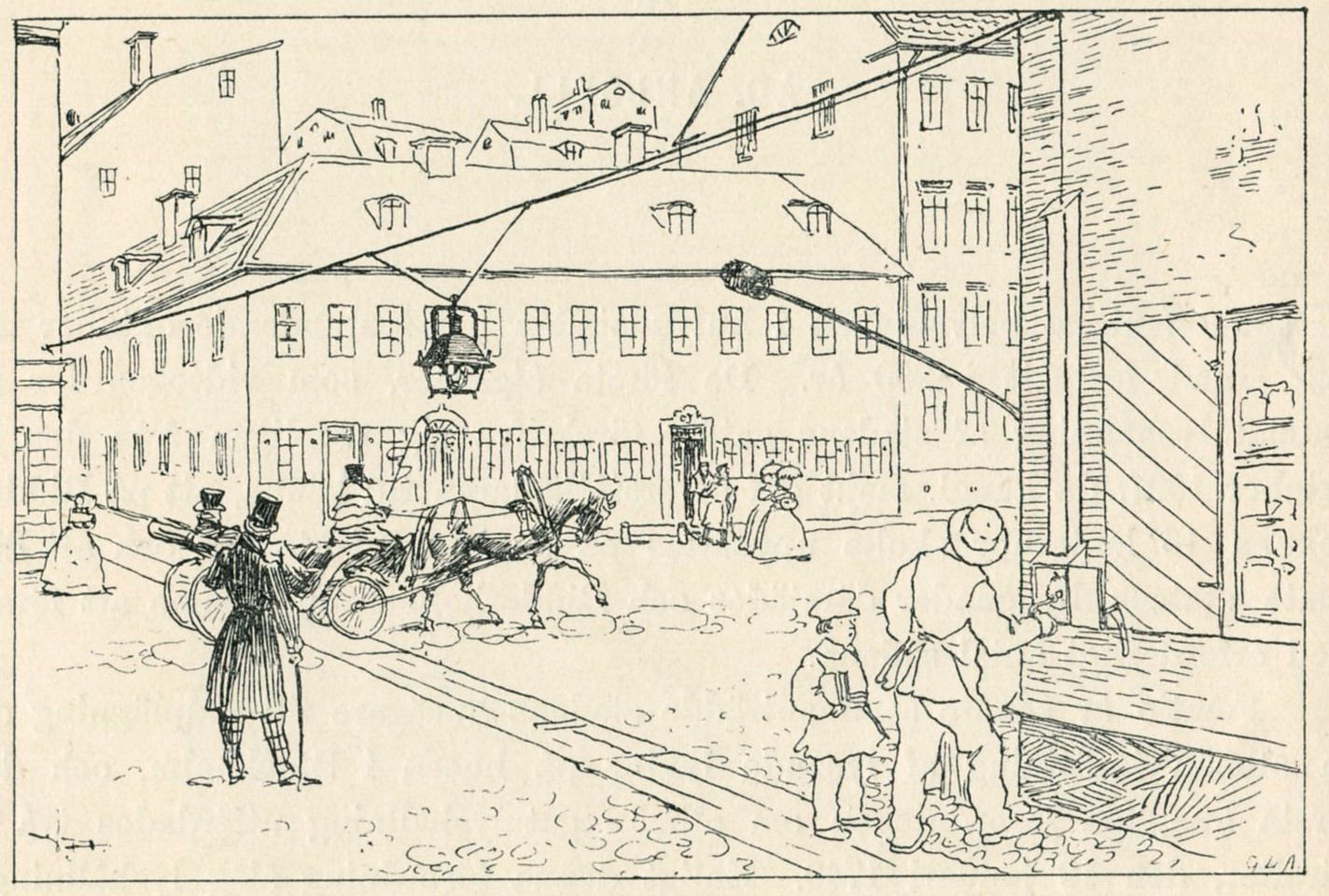
Argandska lyktan, Drottninggatan (1828).

Argandska lyktan fick viss betydelse som en bättre gatubelysning i Stockholm. Vintern 1827–1828 satte bleckslagaren C.G. Klemming på eget initiativ upp en argandlykta utanför sitt hus på Drottninggatan. Den hängde på en lina högt över gatukorsningen och var en vidareutveckling av schweizaren Aimé Argands uppfinning från 1783. Klemming utrustade lampan med speglar för att höja effektiviteten. Lampan hade en praktisk anordning som gjorde att man kunde veva ner den för underhåll utan att behöva kliva på en stege. Snart följde flera näringsidkare i Stockholm Klemmings exempel. Klemming själv specialiserade sig på tillverkning, uthyrning och försäljning av lyktor och titulerade sig ”lampist”.
Olje- och fotogenlampor användes under många år parallellt med gasljus och elektriskt ljus. Tekniska förbättringar höjde fotogenlampornas lyskraft och driftsäkerhet. År 1866 kom Wilanderlampan (en oljetrycklampa) i bruk och 1895 började fotogenlampan användas som gatubelysning. Att ha en god allmän gatubelysning var även ett försäljningsargument vid fastighetsförsäljningen i de nya förorterna. Exempelvis gjorde Södertörns villastad 1911 reklam att ”villastaden upplyses med luxlampor”. Luxlampan var en högeffektiv fotogenglödljuslampa lämpad för gatubelysning eller i fyrtorn, tillverkad av firman AB Lux på Lilla Essingen. Elektrisk ström fanns inte i Södertörns villastad; den drogs först under 1920-talet.
År 1919 fanns det flest gas- och oljelyktor, nämligen 10 650 stycken, samtidigt kom bara 900 glödlampor och 110 båglampor till användning. De två sista ”offentliga” oljelyktorna i Stockholm släcktes så sent som 1940.
Det blev även straffpåföljder för den som inte skötte belysningen på rätt sätt, som exempelvis lät oljetanken vara tom, glaset vara trasigt eller sotigt eller glömt att tända eller att släcka. I Stockholms stadsarkiv finns anteckningsböcker bevarade som anger straff för enskilda lykttändares felaktiga skötsel och tändning av gatlyktorna. I  anteckningarna för år 1906 kan man läsa att J.L. Johanson den 2 april ”Glömt att tända 3 st. oljelyktor” – han fick böta 4,50 skilling banco.

## Gasljus

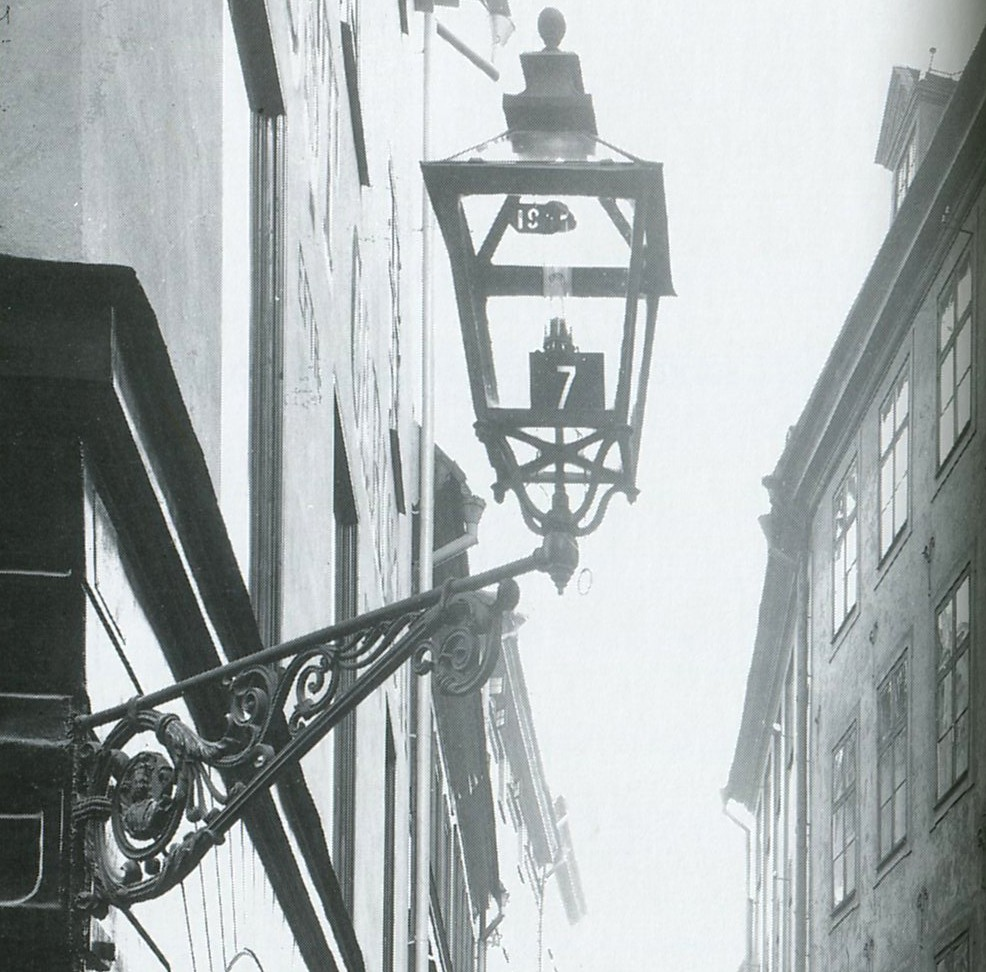
Gasverkets standardlykta från 1853, här på Västerlånggatan (1904).

Den första gatubelysningen med gas demonstrerades i Paris 1801 och det första kommersiella gasverket byggdes 1812 i London av London and Westminster Gas Light and Coke Company; där tändes nyårsdagen 1813 de första gaslyktorna på Westminster Bridge. År 1824 erbjöd sig ett engelskt gaskompani att i Stockholm inrätta ett gasverk och förse hela staden med gasbelysning, men ”saken rönte motstånd, framkallad af misstroende och åtskilliga ogrundade betänkligheter”, hette det  i  Svenska Tidningen.
År 1848 väcktes frågan igen om en gasbelysning i Stockholm. Som expert på området hade man samma år engagerat fransmannen Jules Danré, som verkade som gasingenjör i London. Han fick uppdraget att upprätta en plan och ett kostnadsförslag till ”införande af gaslysning härstädes”. Kostnadsförslaget för gasverket med alla erforderliga apparater, gasklockor, ledningsnät och gatlyktor belöpte sig på 40 000 pund sterling. Det var även Jules Danré som ritade gasverkets första standardlykta som fortfarande är i bruk, fast elektrifierad.
I maj 1849 fattades beslutet om att införa gasbelysning i Stockholm, fram till dess var stadens gatlyktor övervägande oljelampor. Gaslysnings-aktie-bolaget i Stockholm började sin verksamhet 1852 och företaget övertog den ”allmänna lyshållningen”, dels med gas och dels med olja. Samma år började byggnadsarbeten av Stockholms första gasverk; Klaragasverket (belägen på en utfylld del av Klara sjö). Den 18 december 1853 tändes den första gaslyktan på Norrbro. I januari 1854 fanns gasbelysningen i Klara, Jakobs och Nikolai församlingar. Vid tiden för Allmänna konst- och industriutställningen 1897 fanns omkring 6 600 gaslyktor i staden som sköttes av cirka 140 man.
En stor nyhet som för lång tid gjorde gasljuset konkurrenskraftigt var Auers glödljus, en uppfinning av österrikaren Carl Auer von Welsbach. Auers glödljus blev först infört på Norrbro och Jakobsgatan 1893. Några år senare var nyheten helt genomförd i gatubelysningen. Avståndet mellan lyktorna låg mellan 15 och 30 meter. Lyktorna placerades antingen fristående på stolpar eller väggmonterade på konsoler med lågan cirka 3,3 meter över marken. År 1926 gick den elektriska belysningen förbi gasbelysningen och 1941 släcktes den sista gaslyktan i Stockholm.
Två av gasverkets standardmodeller från 1853 respektive 1895 används fortfarande idag i känsliga, kulturhistoriska miljöer, dock moderniserade med elektriskt ljus (se avsnittet ”Armaturdesign”).

## Elektriskt ljus

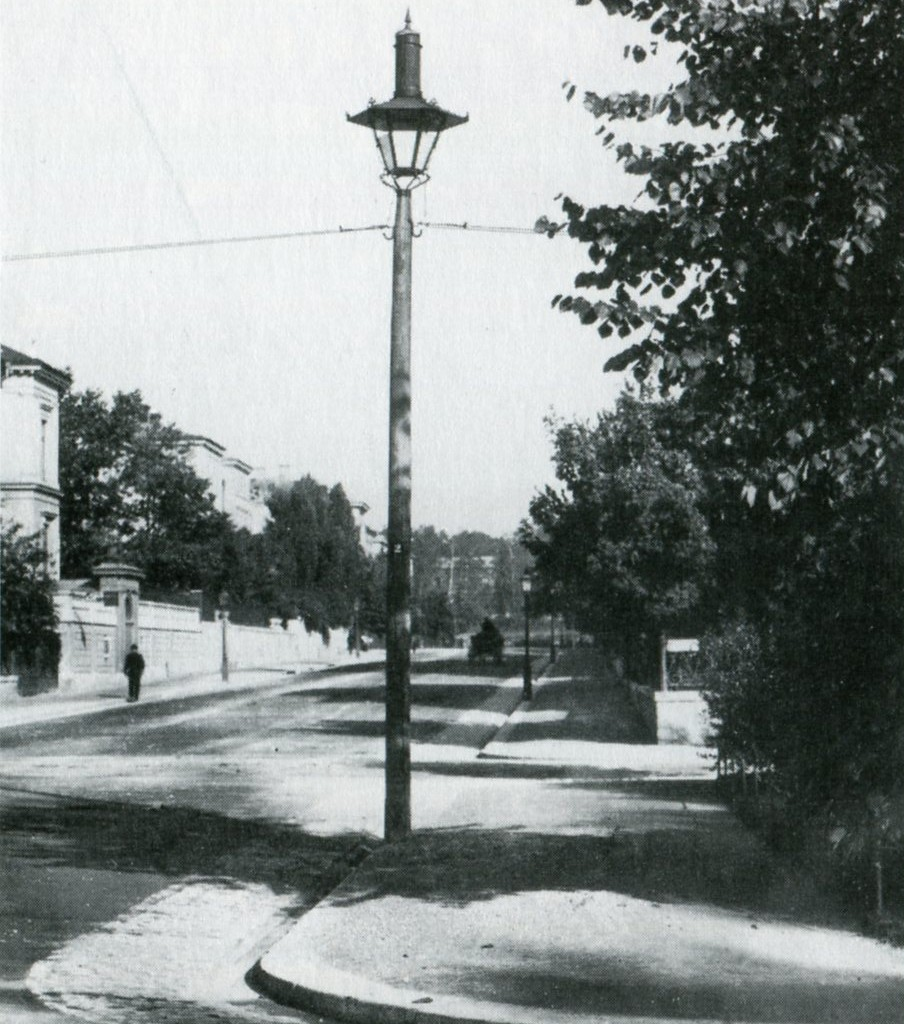
Båglampsbelysning på Villagatan (1883).

### Båglampan
Återigen var det Norrbro som valdes som plats för en ny sorts belysning: 1881 installerades där och på Gustaf Adolfs torg de första fungerande båglamporna. Snart följde Mynttorget, Villagatan och Karlavägen efter. För produktionen av elkraft som matade bågljuslamporna krävdes dynamor som till en början drevs av ångmaskiner. Skeppsbron och Slussenområdet belystes på hösten 1883 med fem båglampor vardera ”till stor fördel för der pågående arbeten”. Lamporna matades med elektricitet från en liten kraftstation vid Slussen, där en lokomobil hade placerats.
Alla dessa tidiga installationer var av privata natur. En större privat utbyggnad av elverk- och ledningar ville man dock inte ha i Stockholm och stadsfullmäktige avslog ytterligare ansökningar, sedan man hört gasverksstyrelsen. År 1887 erhöll gasverksstyrelsen uppdraget av stadsfullmäktige att inkomma med ett förslag till ”en station för lämnande av elektrisk belysning å Nedre Norrmalm och Blasieholmen” med 10 000 lampor. Inklusive elektricitetsverk och ledningar skulle det kosta 1,6 miljoner kronor. Förslaget klubbades av stadsfullmäktige i december 1889 och i september 1892 invigdes Brunkebergsverket vid Regeringsgatan 38 på Norrmalm.
Snart utökades ledningsnätet och maskinparken och vid tiden för den Allmänna konst- och industriutställningen 1897 fanns omkring 50 000 glödlampor, 1 100 båglampor och 85 motorer som matades med ström från kommunala och privata anläggningar, förbrukningen mättes av 643 elmätare. Spänningen var två gånger 110 volts likspänning.
Bågljus som vanlig belysningskälla var dyr och omständlig – eftersom kolstavarna förbrukades krävdes kontinuerlig efterjustering. Dessutom alstrade båglampan mycket värme och rök, vilket gjorde lampan oanvändbar inomhus. År 1898 ersattes därför bågljus med gasglödljus. Det förekom även försök med glödlampor, men dåtidens koltrådslampa var olämplig för utomhusbelysning. Båglampan med en bättre konstruktion återinfördes dock 1904 och fanns kvar längs större gator fram till 1920.

### Nya lamptyper

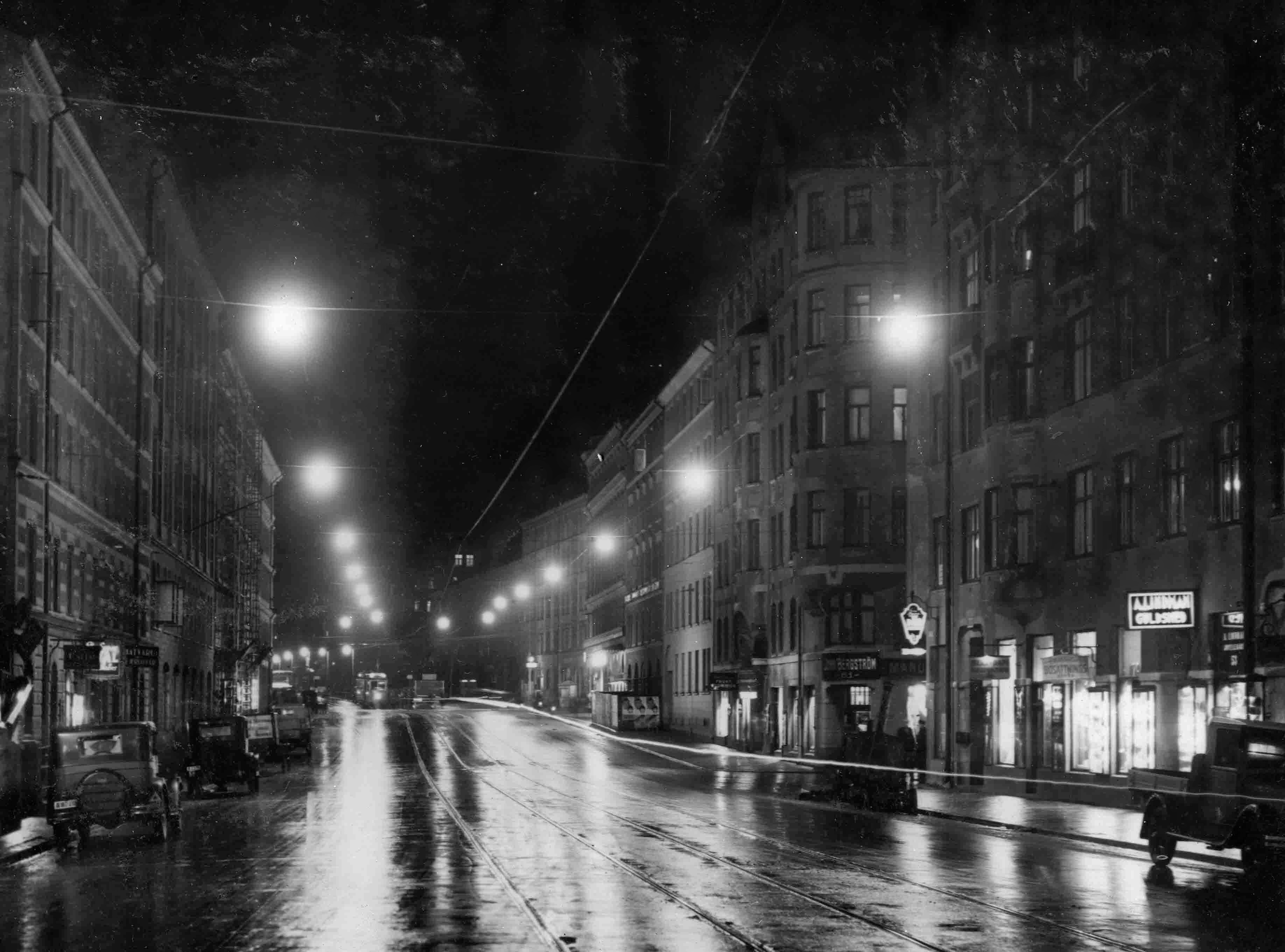
S:t Eriksgatan, nya elljuset (1930).

Elektricitetens genombrott i gatubelysningen kom med volframlampan som hade en metalltråd i stället för en koltråd. Den nya lamptypen användes första gången 1909 på prov på Regeringsgatan och rönte en snabb framgång. Nu elektrifierades Stockholms gator i raskt takt och 1926 passerade den elektriska gatubelysningen den gasmatade. En kvällsbild från 1930 visar Sankt Eriksgatan i skenet av det nya elljuset.
I takt med ökande trafik steg även kraven på ännu effektivare gatubelysning. Kvicksilverlampan och natriumlampan prövades första gången 1938 längs några av Stockholms infartsvägar, men det kalla ljuset upplevdes som obehagligt och lågtrycksnatriumlampan med sitt orangegula sken förvrängde färgupplevelsen i stadsbilden.
Sedan 1950-talet används huvudsakligen de vita kvicksilverlamporna längs stadens infartsvägar och större trafikleder. Glödljus är numera reducerat till ett minimum och används bara i områden med kulturhistoriskt värdefull bebyggelse. Vissa platser i Stockholm utrustades med specialanpassad belysning. Sveriges första högmastanläggning uppsattes vid Lugnets trafikplats på Värmdövägen. Anläggningen bestod av tio stycken 22–25 meter höga master med 400 watts högtrycksnatriumlampor.
År 2010 fanns i Stockholms stad ungefär 145 000 ljuspunkter (lampor). Hälften av armaturerna har energislösande kvicksilverlampor. Under en fyraårsperiod satsade trafikkontoret totalt 63 miljoner kronor för att byta till nya armaturer med mer energisnåla keramiska metallhalogenlampor; 250 watt skulle ersättas av 70 respektive 100 watt, beroende på vilken miljö lampan befinner sig i. För lokalgator skedde byte från 125 watts kvicksilverlampr till 50 eller 70 watts keramiska metallhalogendito. Detta innebar, när bytet var utfört, en årlig besparing i elförbrukningen på cirka fem miljoner kilowattimmar.

## En ljus stad

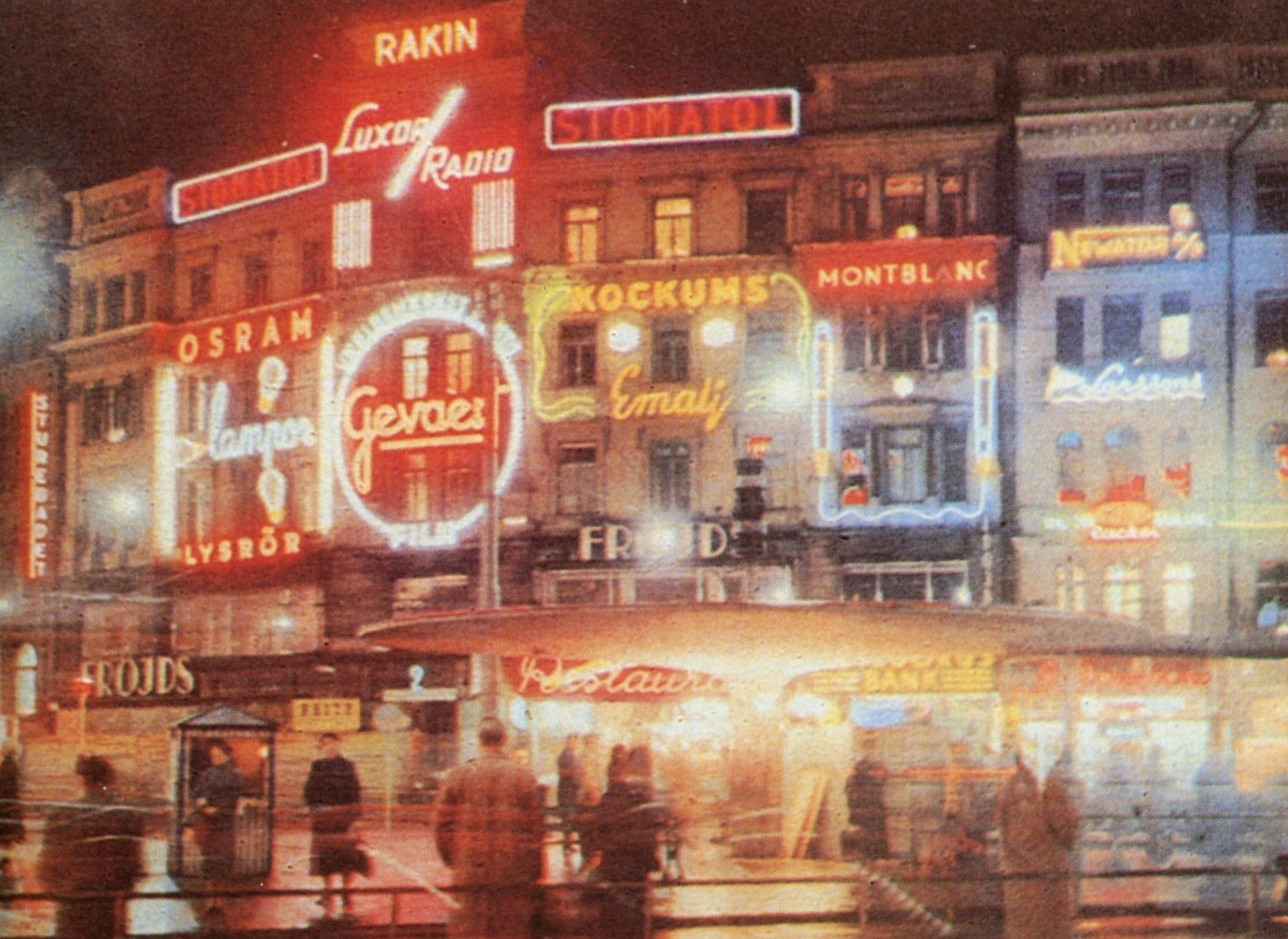
Stureplan badar i ljus.
Foto: K.W. Gullers (1957).

Stockholmsutställningen 1930 räknas inte bara som genombrottet för funktionalismen i Sverige utan även för det riktigt stora genombrottet för ljusskylten. Ljuset i natten var en viktig del av utställningens koncept. Utställningsarkitekt var funktionalisten Gunnar Asplund. Från 1930-talet och framåt liksom ”badade” Stockholm i ljus. Exempelvis fanns en omfattande ljusreklam på Esselte-husets och Centralpalatsets släta fönsterbröstningar, båda husen var formgivna av modernisten Ivar Tengbom (se Esseltehusets ljusskyltar). Även Centrumhusets (invigd 1931) fasader vid korsningen Kungsgatan–Sveavägen (”Ströms hörna”) och hörnet mittemot, den så kallade Kalas-hörnan, har i alla tider nyttjas för omfattande ljusreklam. Andra platser var Slussen, Kungsgatan och inte minst Stureplan som glittrade av mångfärgade neonskyltar om natten. Modernismens anhängare betraktade detta nya och lysande Stockholm med positivt intresse, det var något nytt i form och färg.
Från och med 1918 fick Stockholm 95 procent av sin elenergi från statsägda Untraverket i södra Dalälven, därmed började även Stockholms vattenkraftera. Brunkebergsverket stängde redan 1911 och ersattes av Värtaelverket. År 1929 hölls gatubelysningen tänd natten igenom, innan dess släcktes en del av belysningen redan klockan halv ett. I samband med Ljusveckan 1938 demonstrerades bland annat  fasadbelysning i större omfattning. Stockholms slott, Jakobs kyrka, Nationalmuseum och Amiralitetshuset hörde till belysta byggnader, och i Kungsträdgården belystes träd och planteringar. Till och med under andra världskriget hade staden full belysning, bortsett från några mörkläggningsövningar. Stockholm hade förvandlats till en ljus stad.

## Ny belysningsstrategi

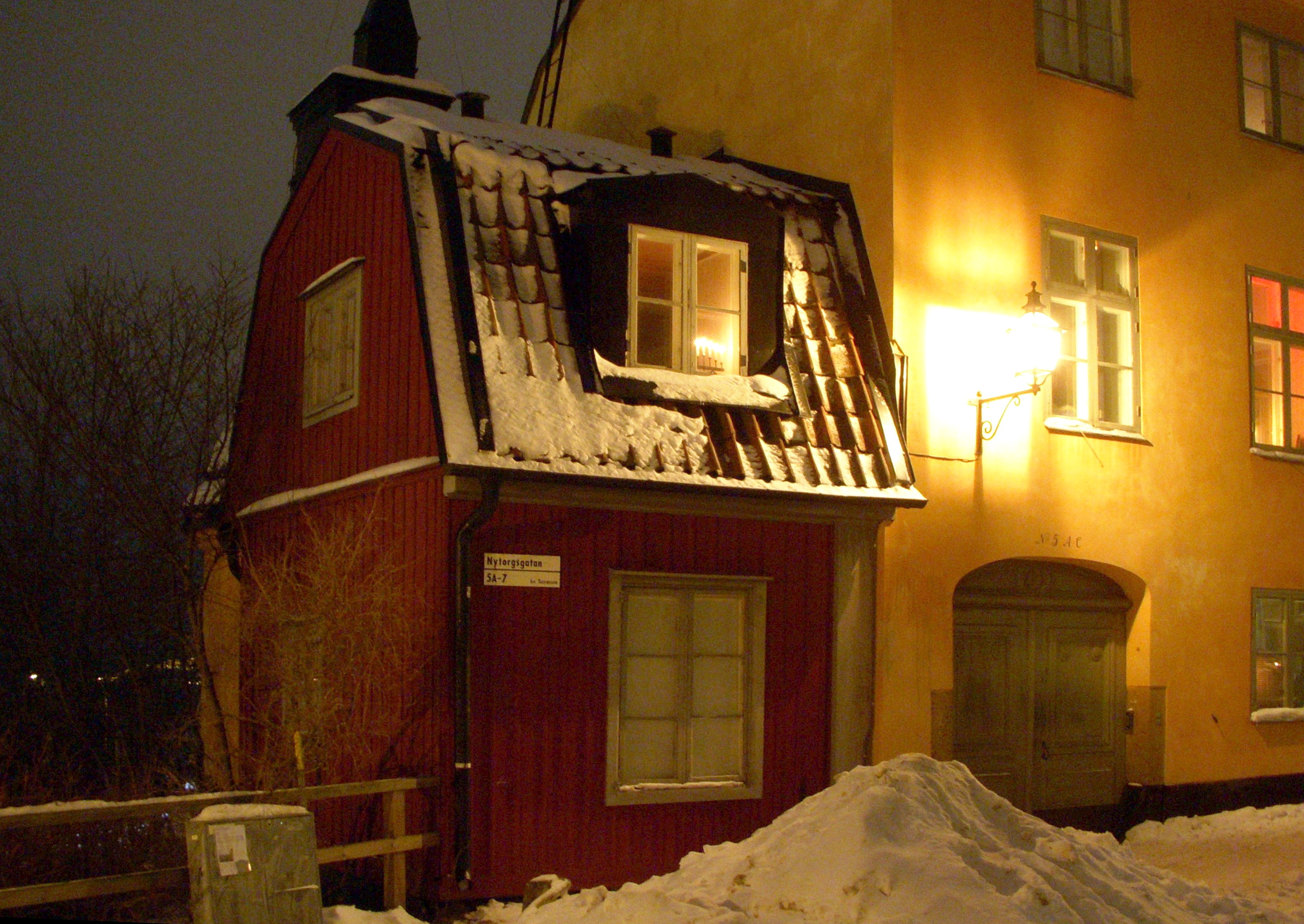
Miljöanpassad belysning på Nytorgsgatan 5.

Med undantag för några broar och vissa offentliga platser var gatubelysningen i Stockholm fram till 1990-talet helt anpassad till biltrafikens behov. Ljusnivån var hög och påträngande, armaturerna placerades högt över körbanan och gångtrafikanter kunde bländas. I mitten av 1980-talet växte sig kritiken mot urladdningslampor (natrium och kvicksilver) allt starkare och 1986 tillsattes en belysningskommitté till stöd för beredningen av stadens belysningsfrågor.
År 1987 antog kommunfullmäktige en ny belysningsplan och 1994 fattade dåvarande Gatu- och fastighetsnämnden beslut om ”Ändring av Stockholms plan för offentlig belysning”. Resultatet blev ett mildare, mera glödlampsliknande ljus genom introduktion av högtrycksnatriumlampor. Enligt Jan Garnert (etnolog och teknikhistoriker) var det den viktigaste förändringen av stadens ljusmiljöer sedan ljusreklamen slog igenom på 1930-talet.
På 1990-talet övergavs även den gamla ideologin att stadens gator och torg skulle belysas med några få standardarmaturer. I stället planeras belysningen numera så att varje enskild stadsdelsområde, gata, park eller torg får sin egen belysningskaraktär som harmonierar med platsens miljö och historia. Så blir belysningen till en del av stadens arkitektur. Exempel för sådan miljöanpassad utomhusbelysning i kulturhistoriskt värdefulla områden finns i de så kallade "kulturreservatsområdena" som Gamla Stan, Djurgårdsstaden och längs Mäster Mikaels gata, Bergsprängargränd samt Stigbergsgatan och Yttersta Tvärgränd. Redan på 1970-talet återfick Gamla Stan sin traditionella gatubelysning genom nytillverkning av en elarmatur som liknar gasverkets standardlykta från 1853.

## Armaturdesign

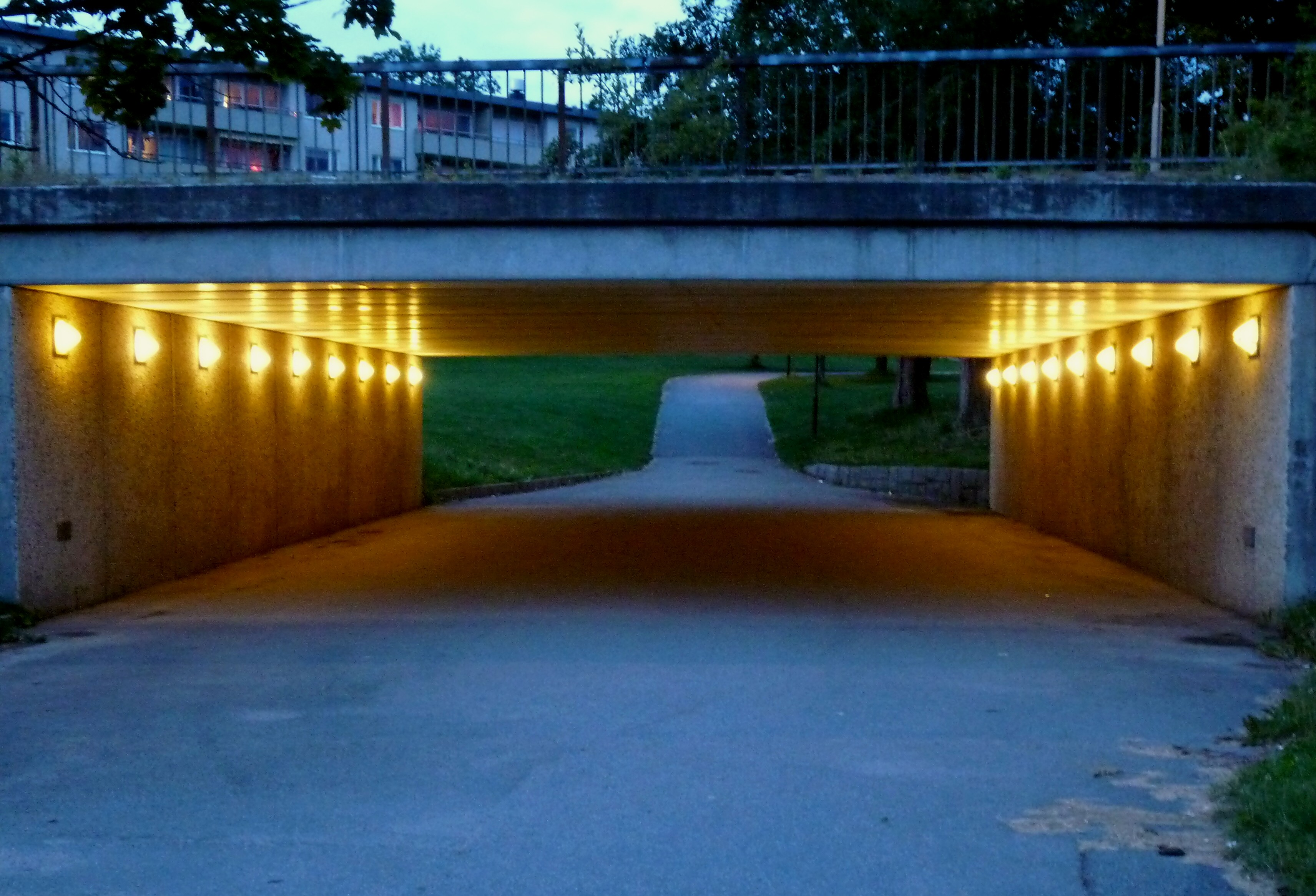
1960-talsbelysning ”Jungfrubröst” i gångtunnel i Skärholmen.

Gasverkets standardlykta från 1853 hade ett fyrkantigt lykthus med glasat pyramidtak försedd med skorsten och krönt av en liten knopp. Gasverkets projektör och första chef, Jules Danré hade ritat den. Modellen präglade gatubelysningen i Stockholm under flera decennier. Gaslyktan togs upp på nytt under 1970-talet, men nu elektrifierad. Den används i exempelvis Gamla stan, på Riddarholmen, i Djurgårdsstaden och i historiska bostadsområden på Södermalm. Även den med en växtslinga dekorerade väggkonsolen av gjutjärn används fortfarande. Mitt i dekorationen sitter Stockholms vapen med Sankt Erik.
Stockholmslyktan är en annan av gasverkets standardlyktor som kom först till användning 1893 i bland annat Kungsträdgården. Den kallas även ”gasverkslyktan” och var ursprungligen bestyckat med en argandlampa. I dag är den är spridd över stora delar av stadens kulturhistoriskt värdefulla byggnadsområden. Stockholmslyktan har ett cylindriskt glas med rund hatt och skorsten som avslutas med en liten krona. Argandlampan är numera ersatt av en 35W metallhalogenlampa med keramisk brännare.
Carlssons lykta kallas den enorma, över sex meter höga Gaskandelabern för Stockholms stad av gjutjärn. Lyktan formgavs 1885 av bildhuggaren Daniel Carlsson och tillverkades på Bolinders Mekaniska Verkstads AB vid Klara sjö på Kungsholmen. Lyktan fanns uppställd på flera platser i staden, exempelvis i Järnvägsparken. Det sista gasmatade exemplaret står sedan 1990 på Stureplan.

### Gasverkets klassiker

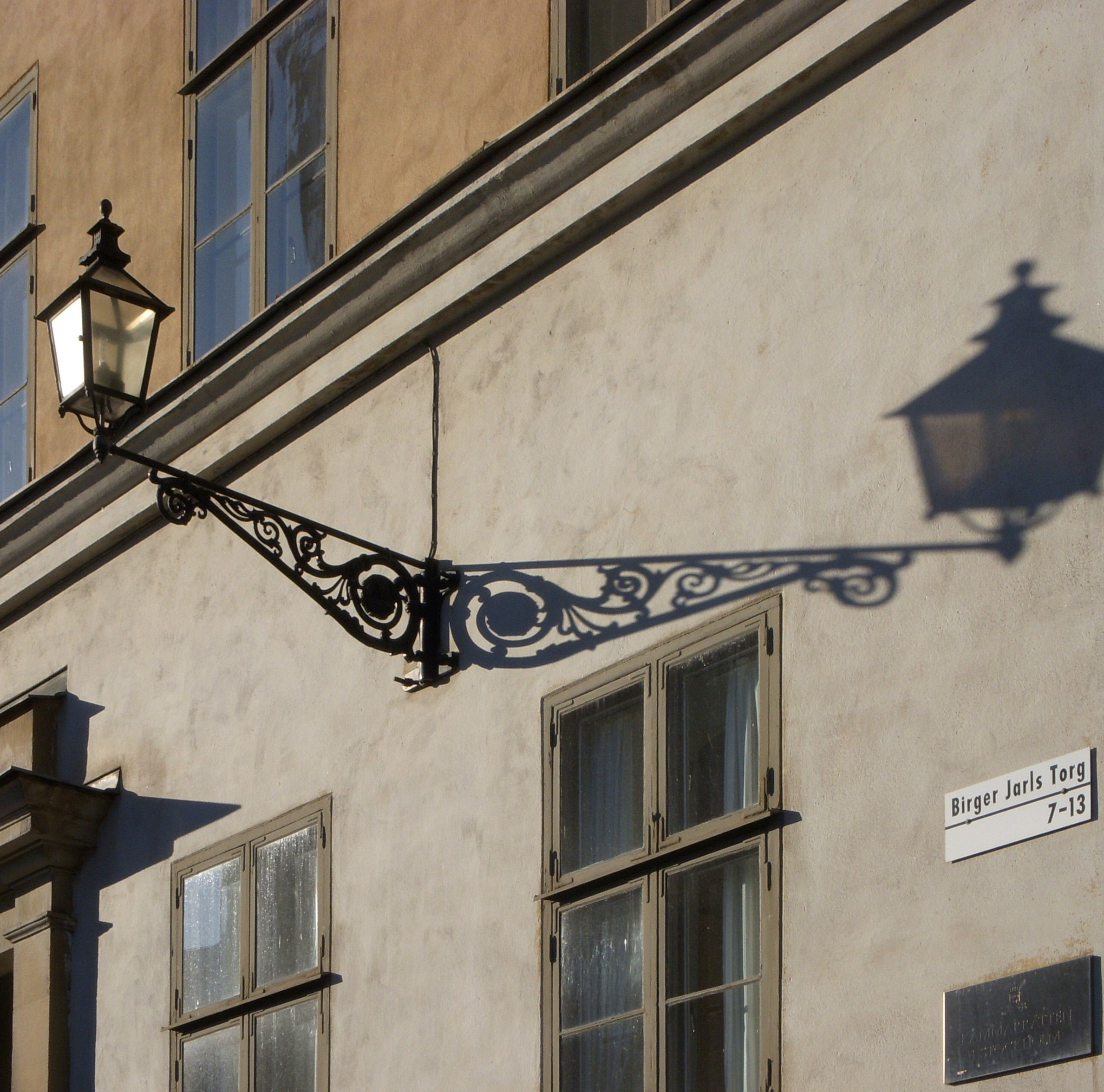
Gasverkets standardlykta på Birger Jarls torg
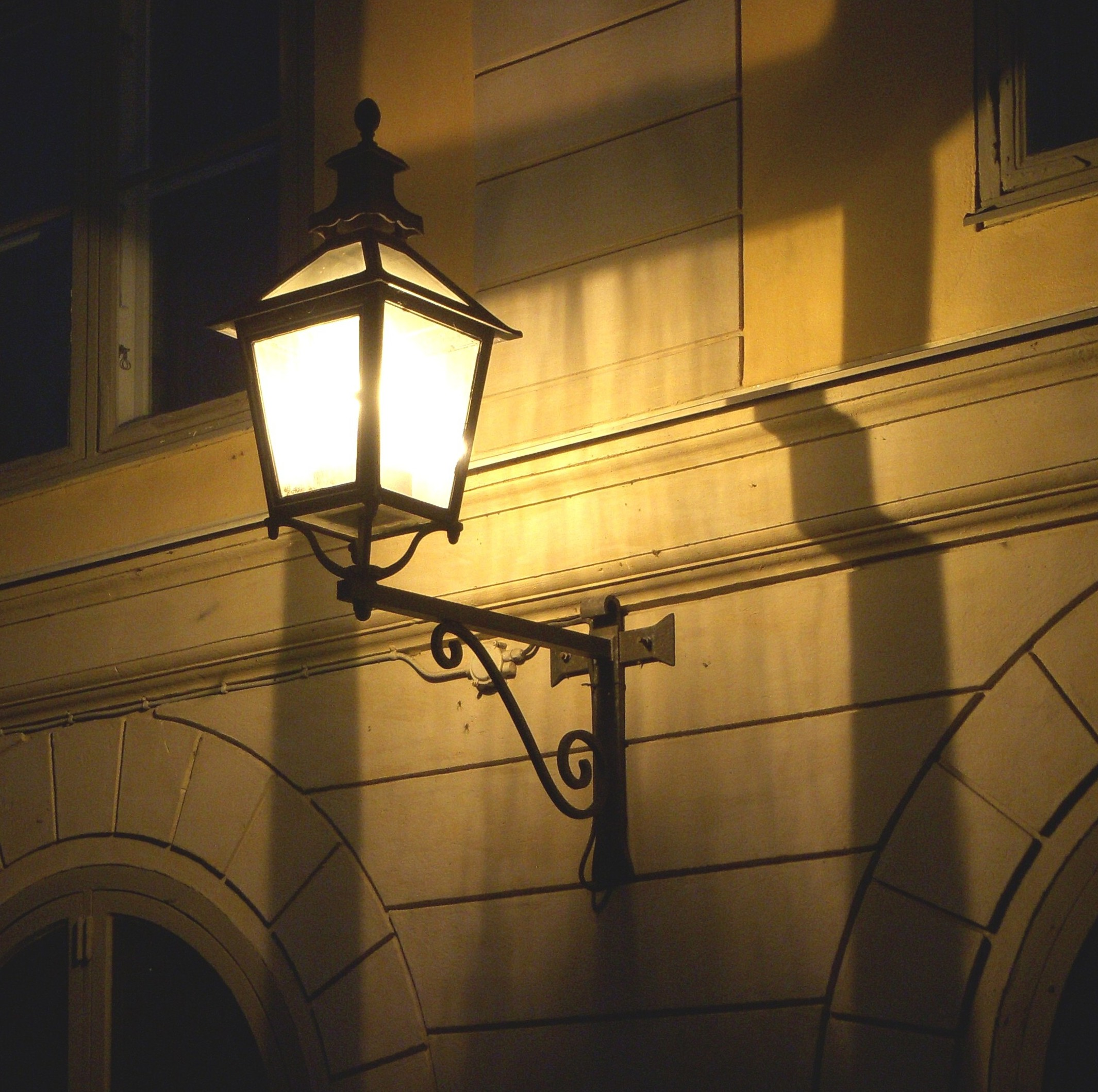
Gasverkets standardlykta på Riddarholmen
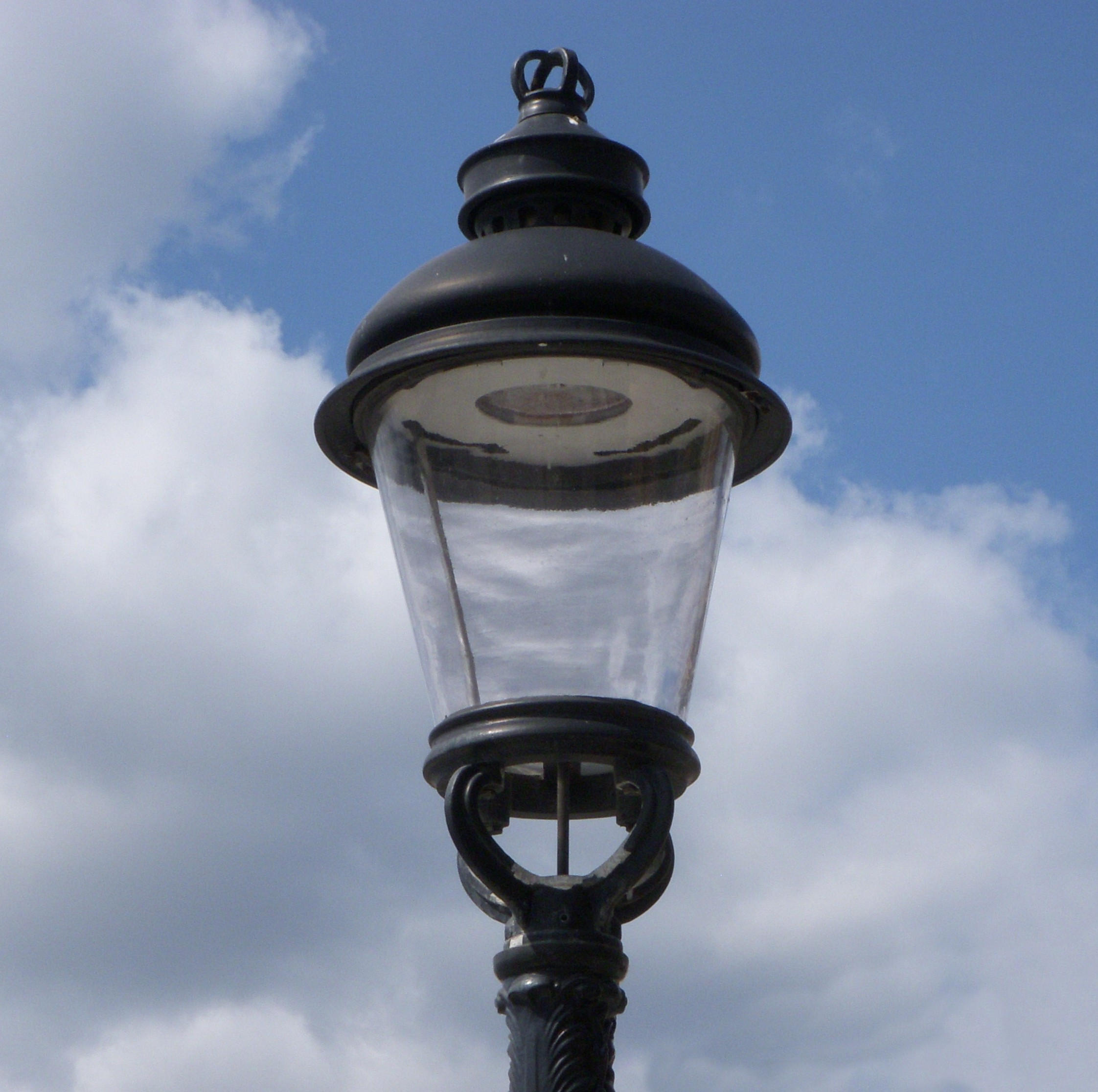
Stockholmslyktan (eldrift) på Riddarhuskajen
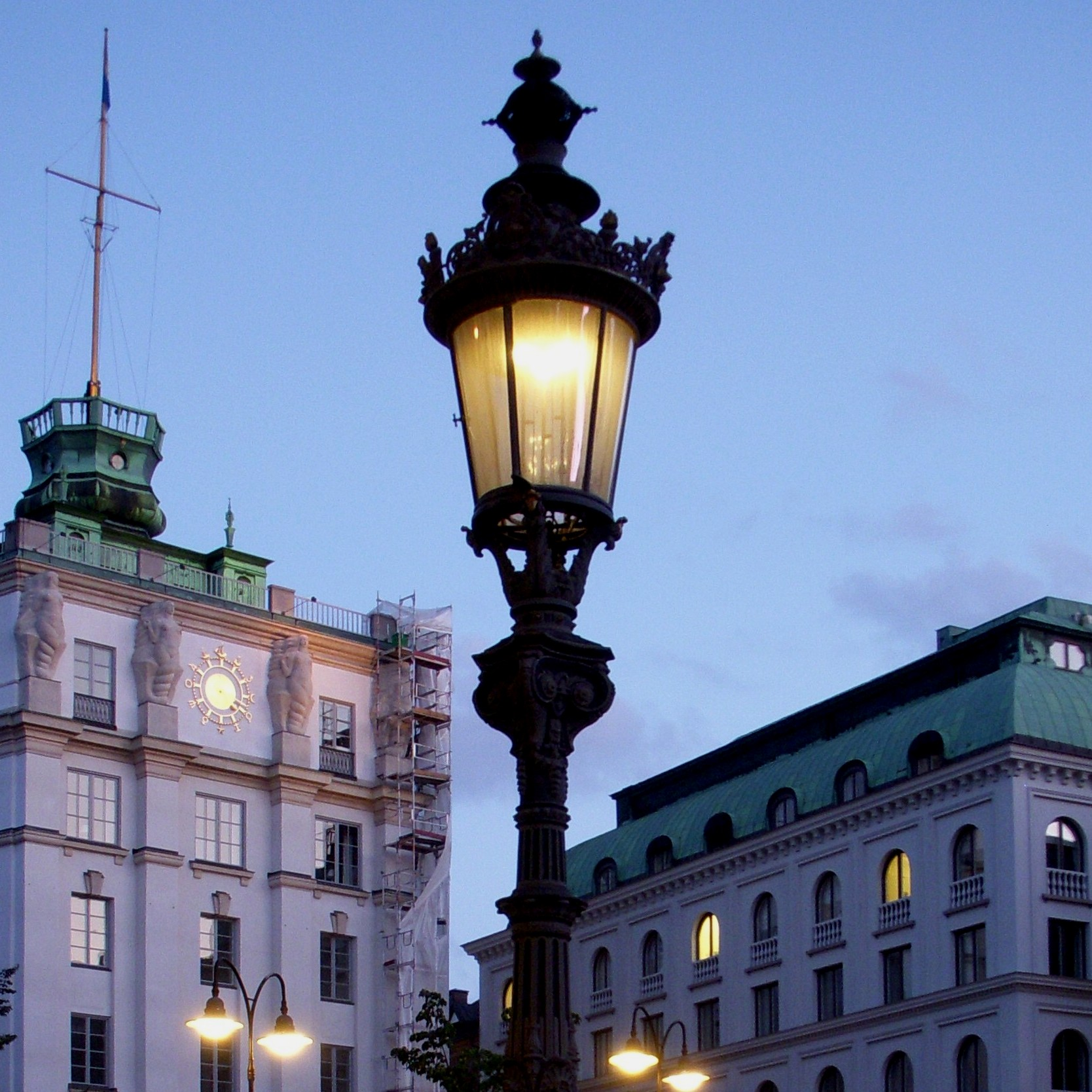
Carlssons lykta (gasdrift) på Stureplan
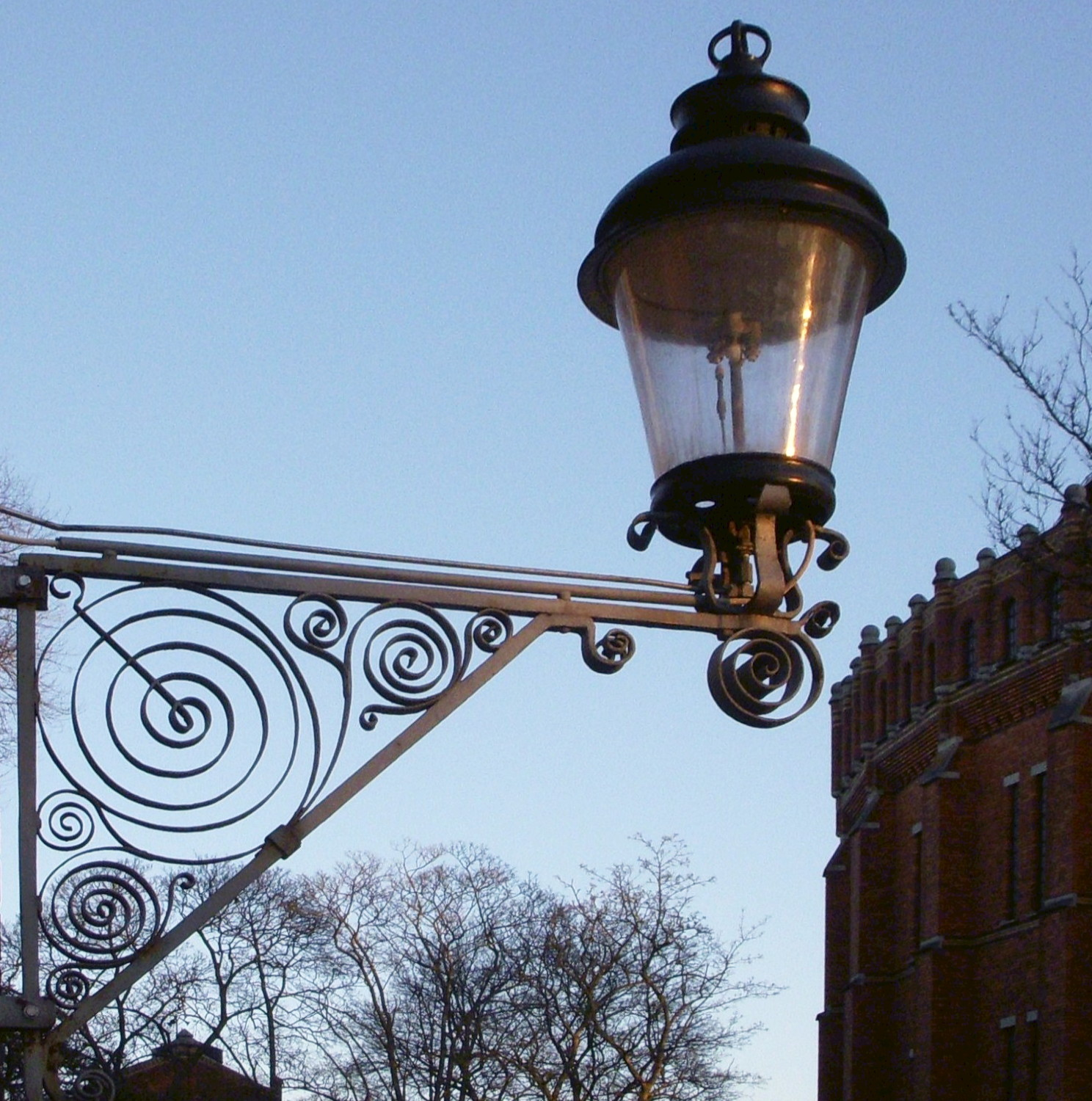
"Äkta" gaslykta vid Värtagasverket

Särskild omtanke har alltid ägnats åt belysningen på stadens broar och platser. Det var även etablerade och kända arkitekter som formgav dessa armaturer och designen följde tidens mode och stilriktning. Arkitekten Erik Josephson (1864–1929) har formgivit brofästena och kandelabrar för Djurgårdsbron (invigd 1896). Utsmyckningen består av skulpterade fornnordiska gudar, som bär upp belysningen.
År 1909 fick Ferdinand Boberg och hans kollega Gustaf de Frumerie uppdraget att rita bågljusarmaturer för Slussen respektive Norrbro och Norrmalmstorg. Norrmalmstorgs vackra guldfärgade jugendinspirerade armaturer på höga stolpar sattes upp 1911 och togs ner i samband med en ombyggnad 1967 för högertrafik. 1994 kom de på plats igen, dock kopior tillverkade efter de Frumeries bevarade ritningar eftersom originalarmaturerna hade kommit bort.
Norrbros belysning byttes 1928 till dagens, arkitekt var Kurt von Schmalensee. Hans smäckra armaturer räknas i dag som ett av de första och bäst bevarade exemplen på funktionalistisk gatubelysning i Sverige.
År 1911 ritade Agi Lindegren Vasabrons belysning i jugendstil, då försvann även de tunga gaskandelabrarna och bron anpassades till spårvagnstrafik. I samband med Kungliga Dramatiska teaterns hus tillkomst 1908 ritade dess arkitekt Fredrik Lilljekvist även de förgyllda ståtliga armaturerna framför teatern. De hängande globerna på marmorpelare innehöll från början bågljus. Även Kungliga Operans tunga gjutjärnskandelabrar, skapade av skulptören Gustaf Cederwall, var ursprungligen byggda för gasljus och är numera bestyckade med elljus.

### Arkitektritade armaturer i urval

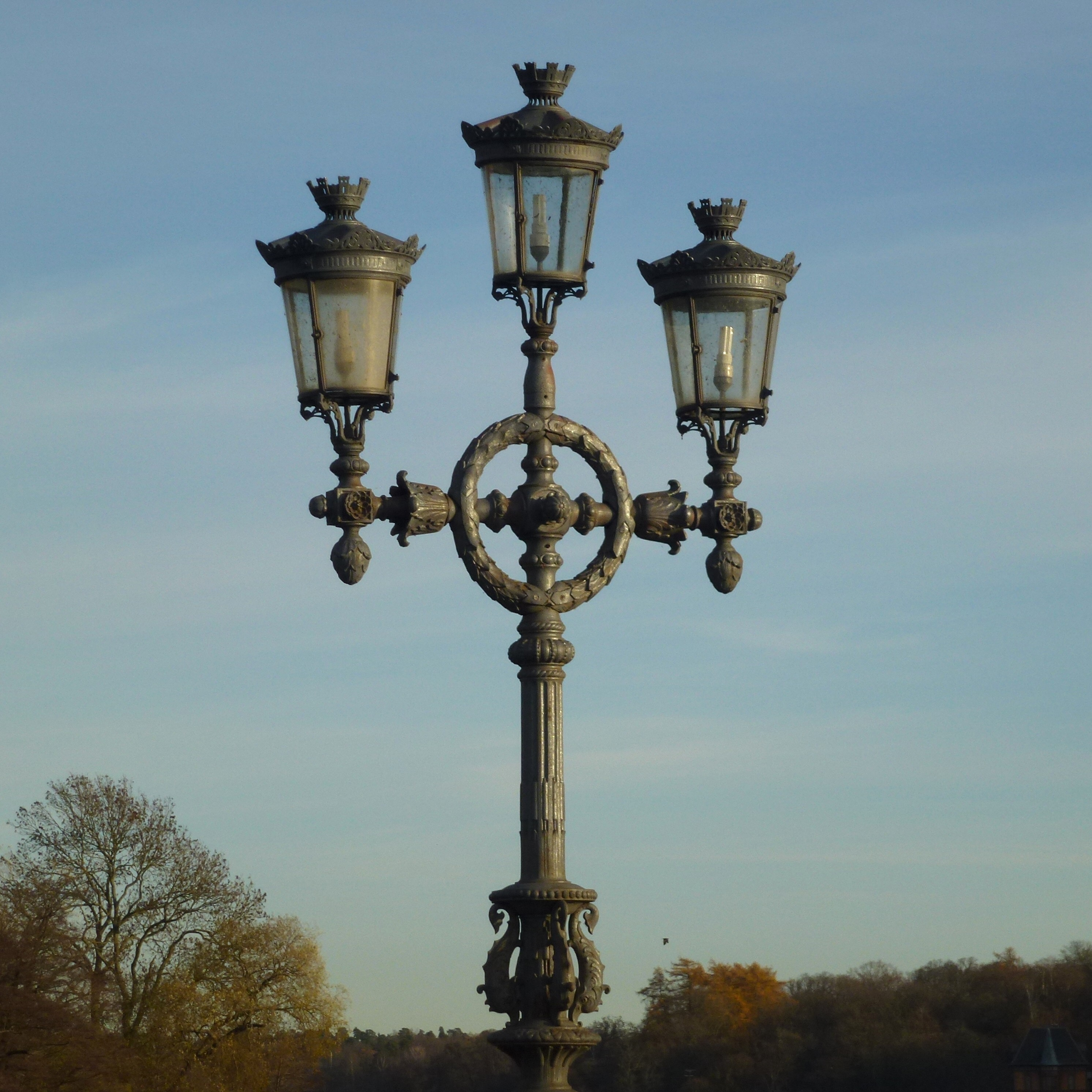
Djurgårdsbron Formgivning: E. Josephson
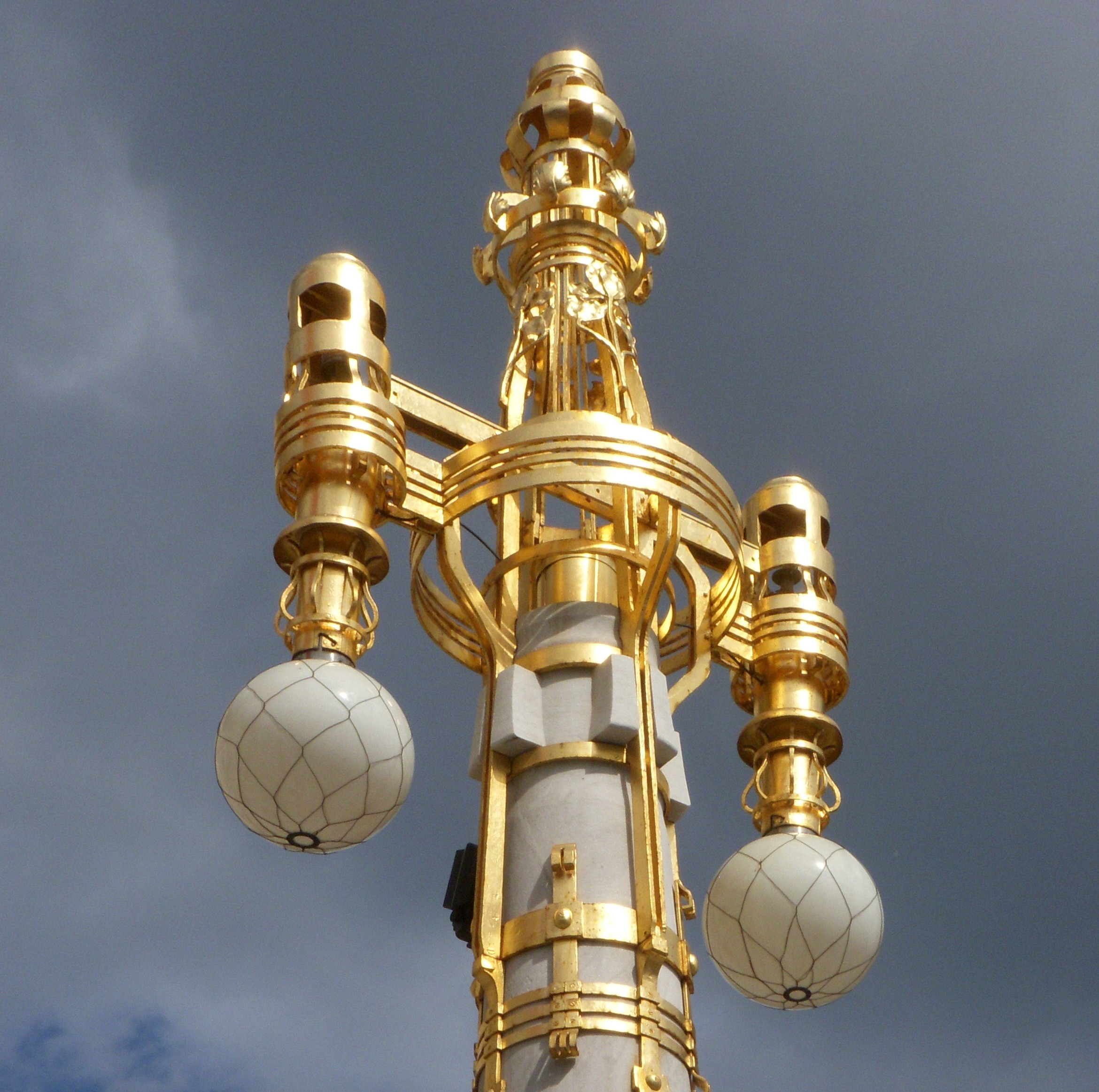
Dramaten Formgivning: F. Liljekvist
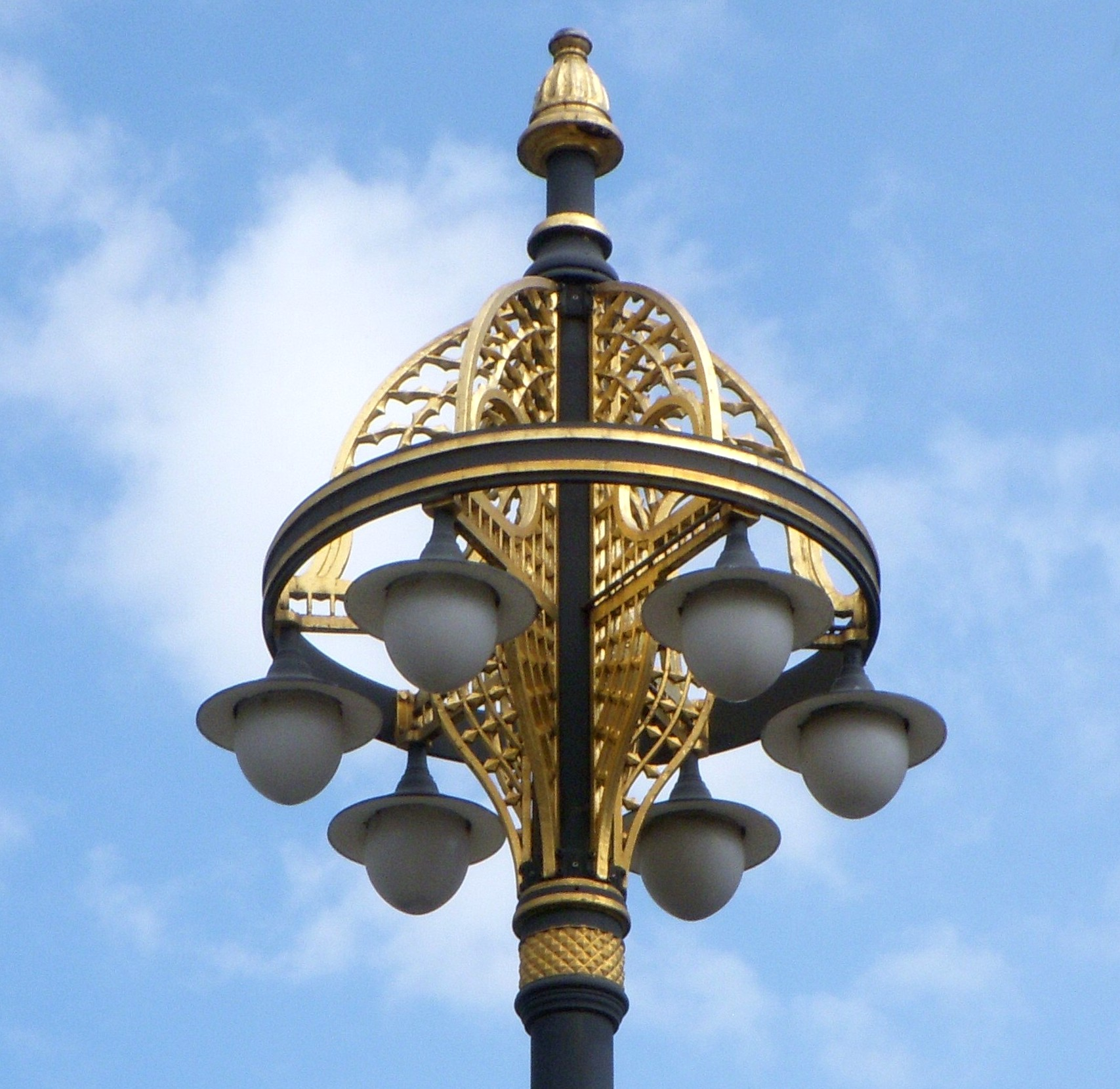
Norrmalmstorg Formgivning: G. de Frumerie
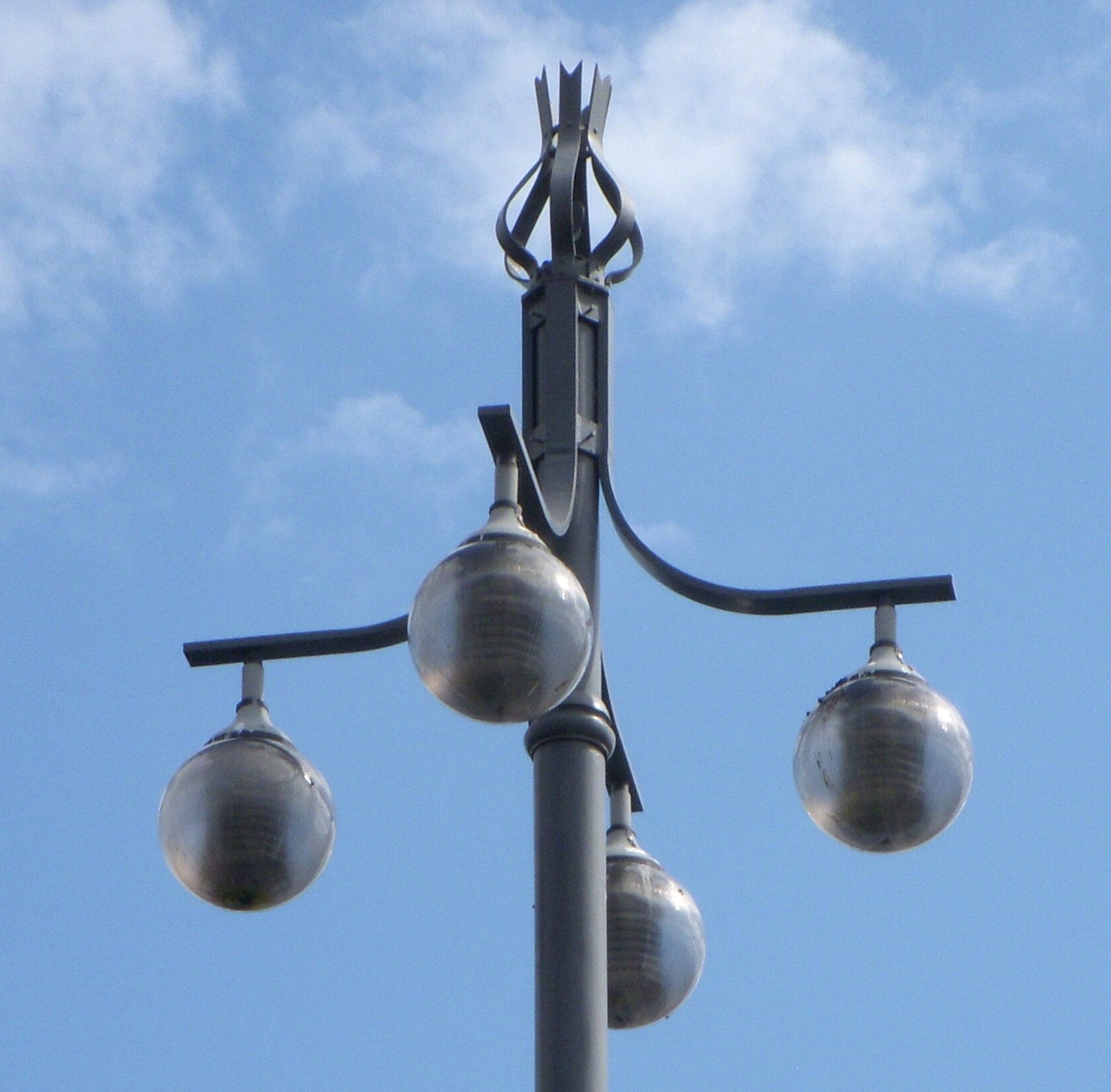
Vasabron Formgivning: Agi Lindegren
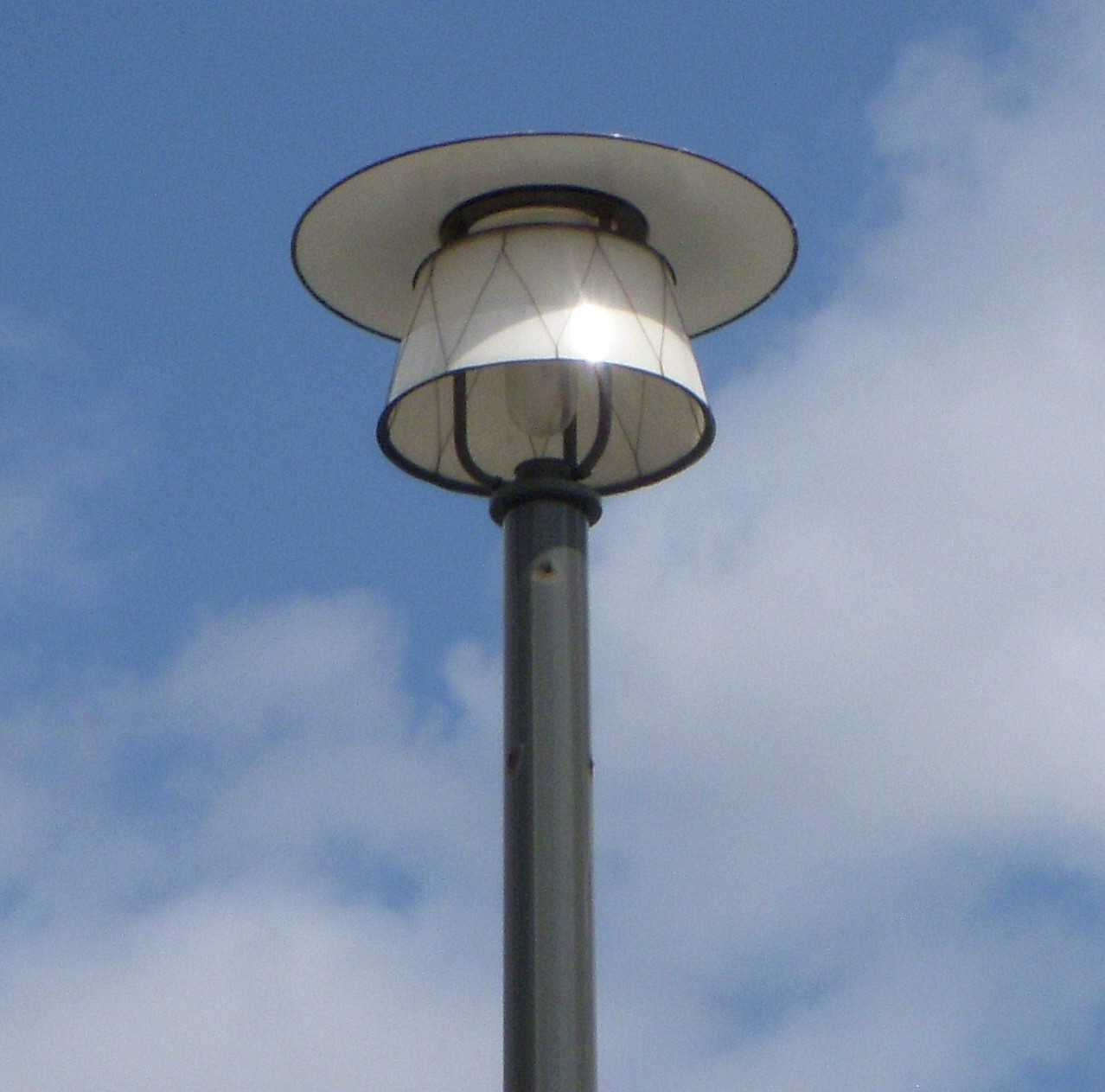
Norrbro Formgivning: K. von Schmalensee

I parker och längs gångstråk började Stockholms stad på 1920-talet att sätta upp en enkel glob med opalt glas, monterat på en stolpe. En egenvillig variant av temat ”glob på stolpe” ritades av Erik Glemme på 1950-talet för Vällingby Centrum; han gestaltade även utemiljöerna där. I samband med renoveringen av centret 2007–2010 nytillverkades en del av dessa lampor som pryder sin plats vid fontänen på torget. Från 1950-talet och framåt kom även en trattformad armatur med plåttopp i bruk som fick smeknamnet ”kineshatten”. I gångtunnlar monterades sedan mitten av 1960-talet ofta en väggarmatur kallad ”jungfrubröst” på grund av sin toppiga form.

### Parkarmaturer

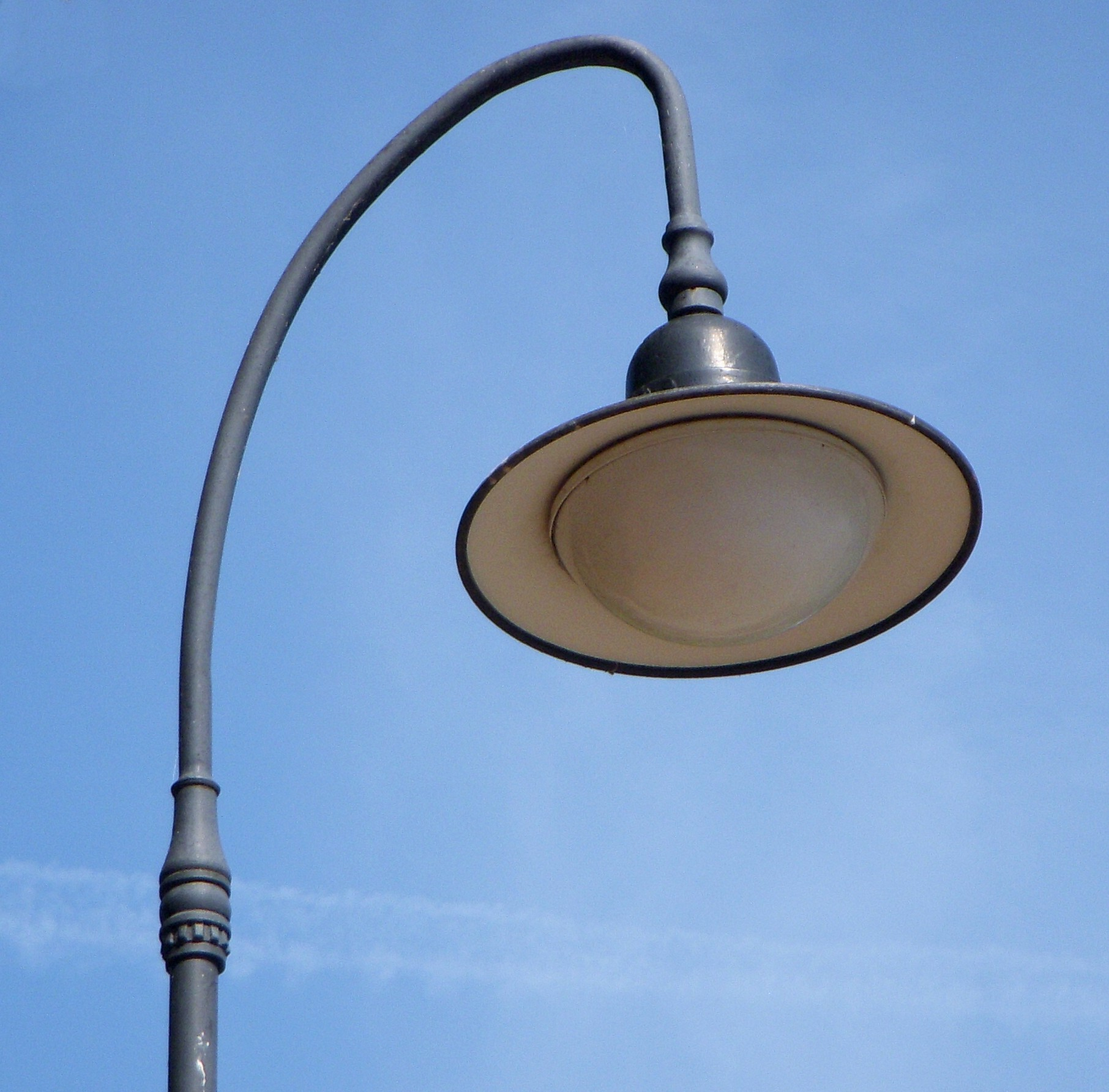
Halvglob på Djurgårdsslätten.
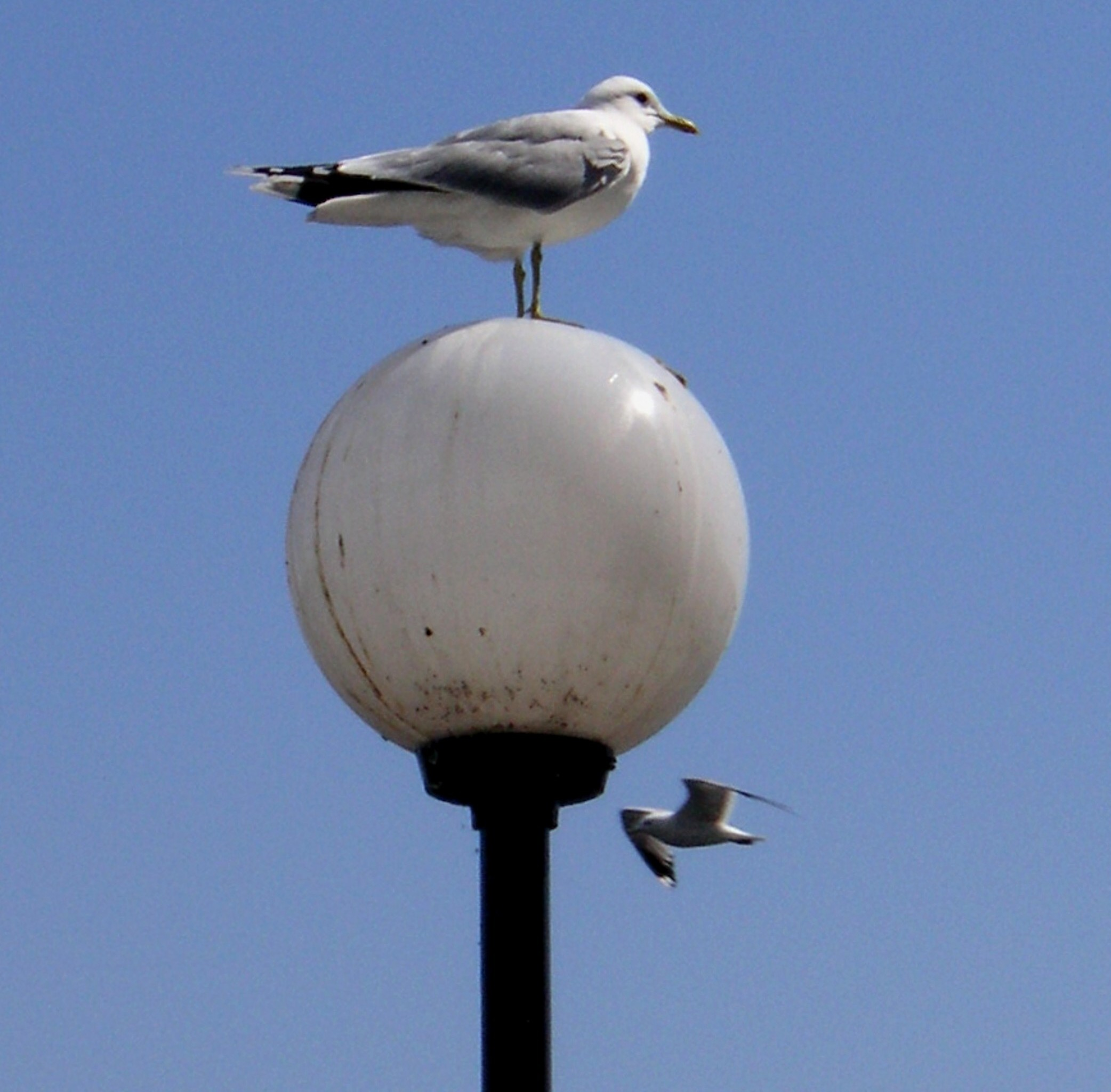
Glob vid Årstaviken.
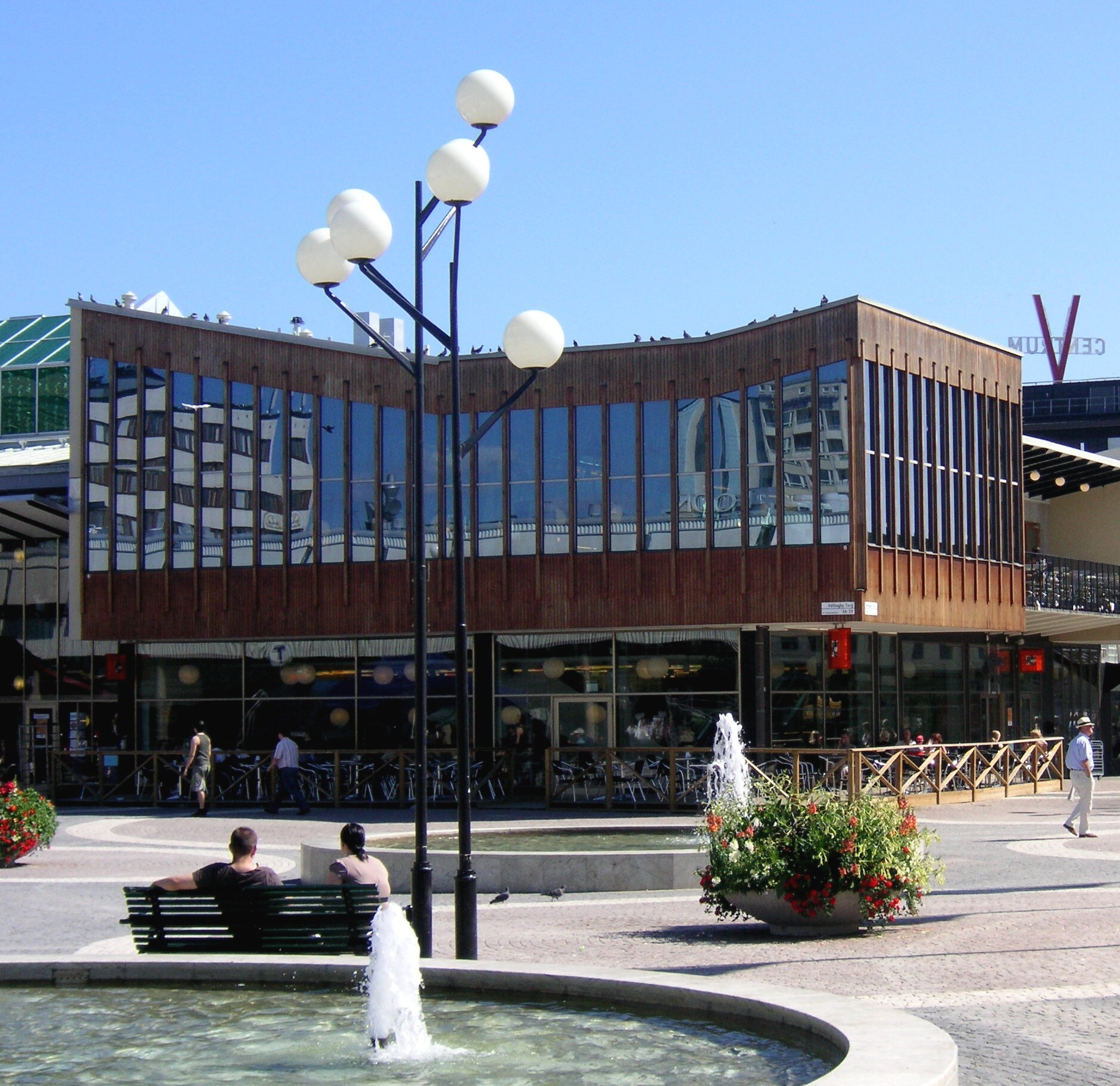
Glober i Vällingby Centrum.
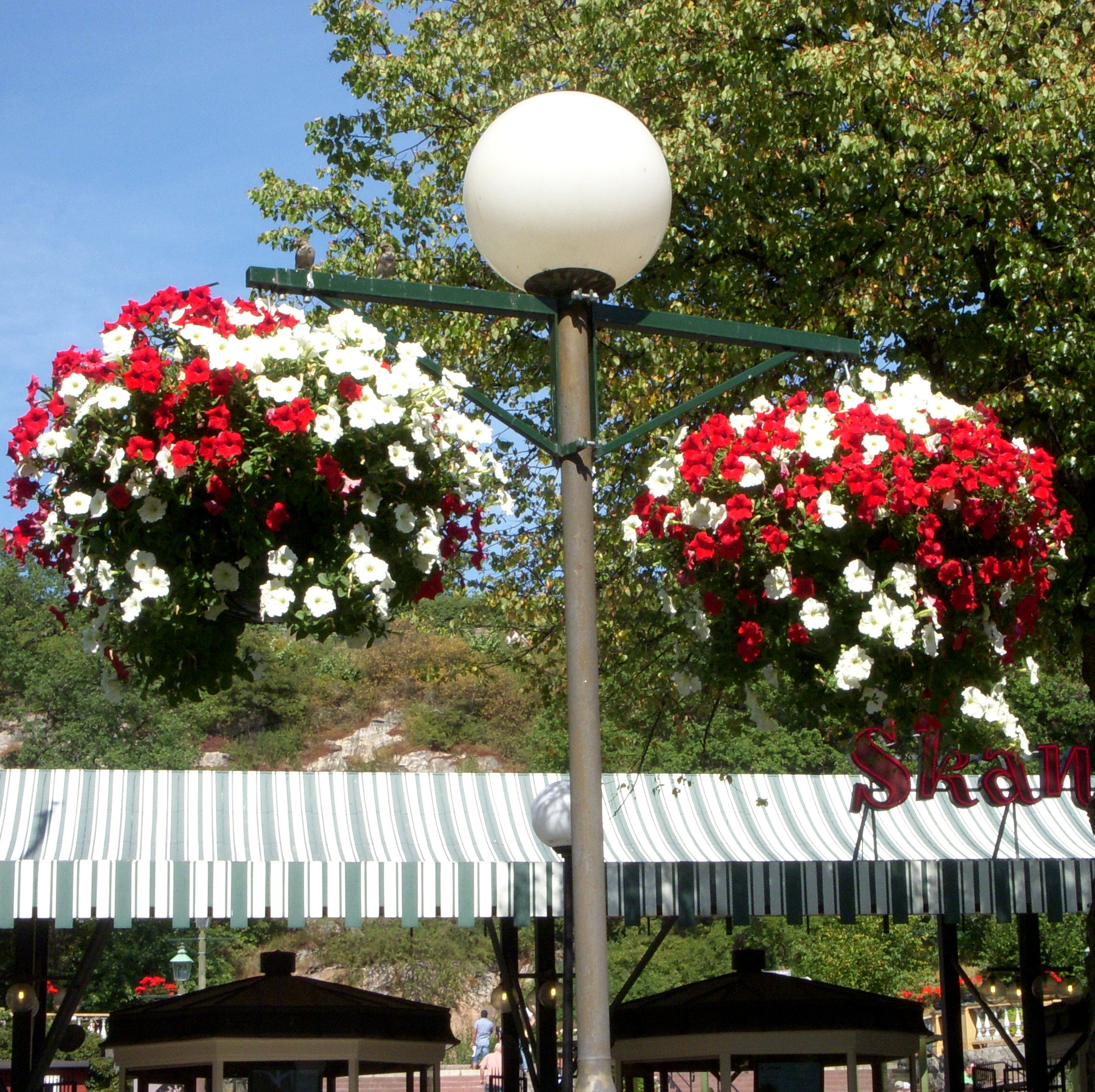
Glob med blommor, Skansen.
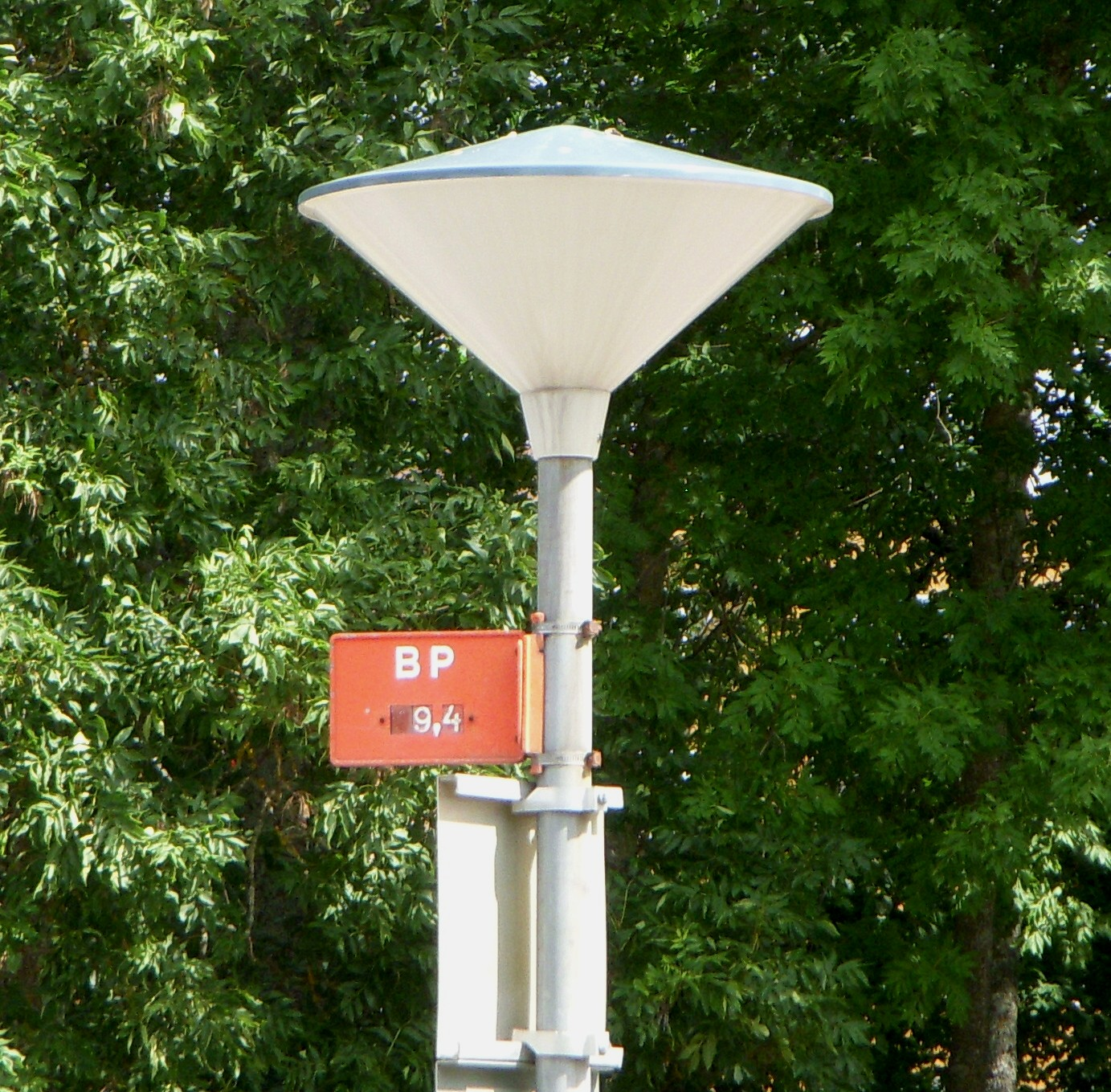
Parkarmatur (”kineshatten”).

När Mariabergets bebyggelse på Södermalm renoverades på 1970- och 1980-talen valdes en nytillverkad fasadarmatur på konsol med namnet ”Alter Markt” som påminner om den klassiska stallampan. Bland nyare belysningsvarianter kan nämnas en elegant, i räcket infälld belysning på västra Årstabron, skapad av den brittiske arkitekten sir Norman Foster som även ritade hela bron (invigd 2005).
Belysningen längs Kungsgatan initierades av dåvarande stadsarkitekten Per Kallstenius. Först på plats var en avskärmad armatur med namnet Stockholmsarmaturen, en av vinnarna i en nordisk idétävling från 1989 (Nytt ljus över Stockholm), som Stockholms stad utlyste. Förslaget, som i tävlingen gick under namnet Ljust Nu, ritades av arkitekt Olle Andersson vid White Design i Göteborg. Belysningsföretaget Ateljé Lyktan i Åhus svarade därefter för utvecklingen och tillverkningen av armaturen. Den blev snabbt populär och är numera spridd över hela Sverige. Sedan 2009 är dock Stockholmsarmaturen på Kungsgatan utbytt mot en cylindrisk mässingsarmatur, som tillverkas av tyska Hess Form + Licht. Armaturen baserar sig på en äldre modell som uppdaterats och anpassats för Kungsgatan av svenska Ljusarkitektur.

### Övriga gatuarmaturer i urval

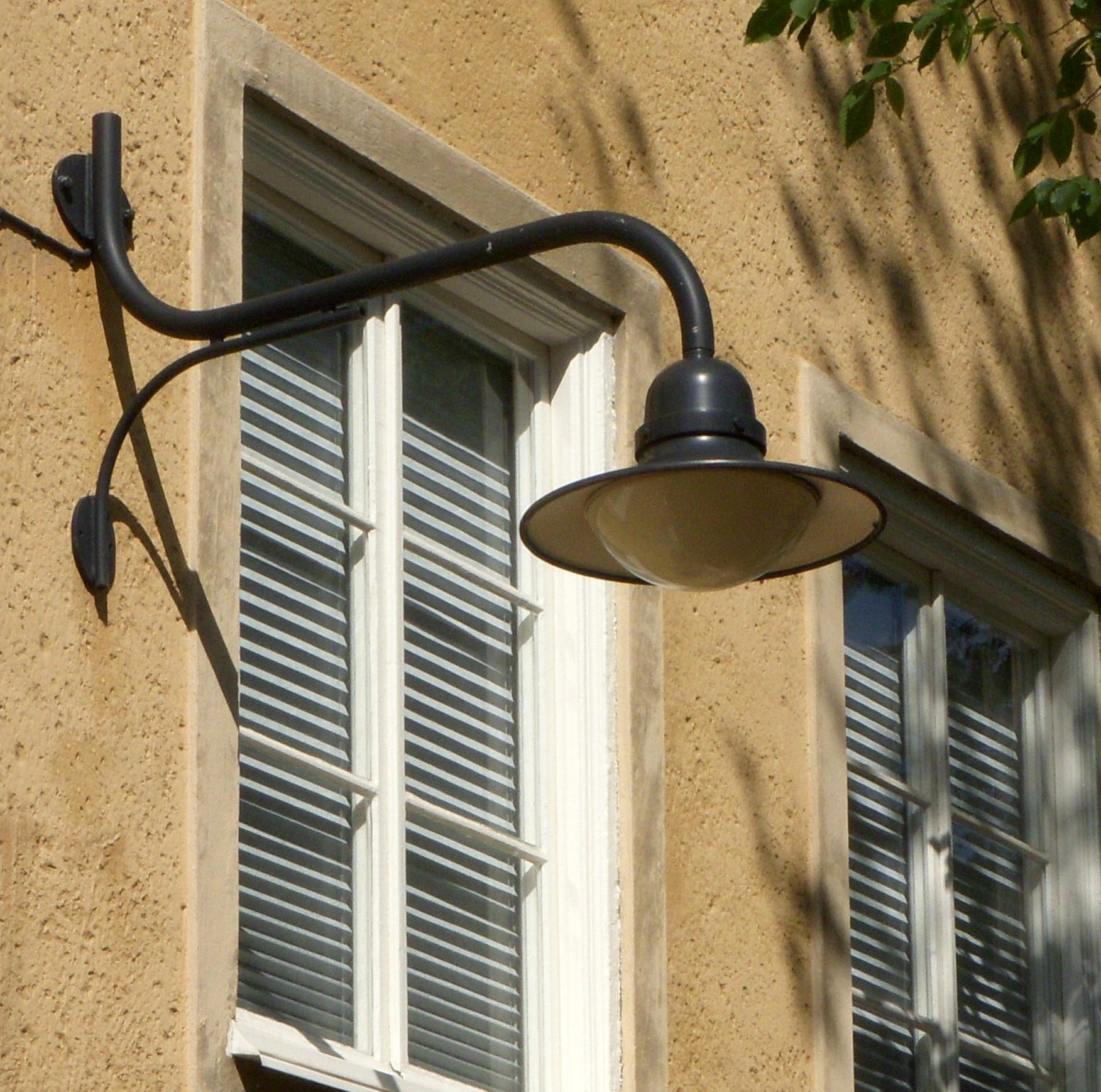
”Alter Markt” på Mariaberget.
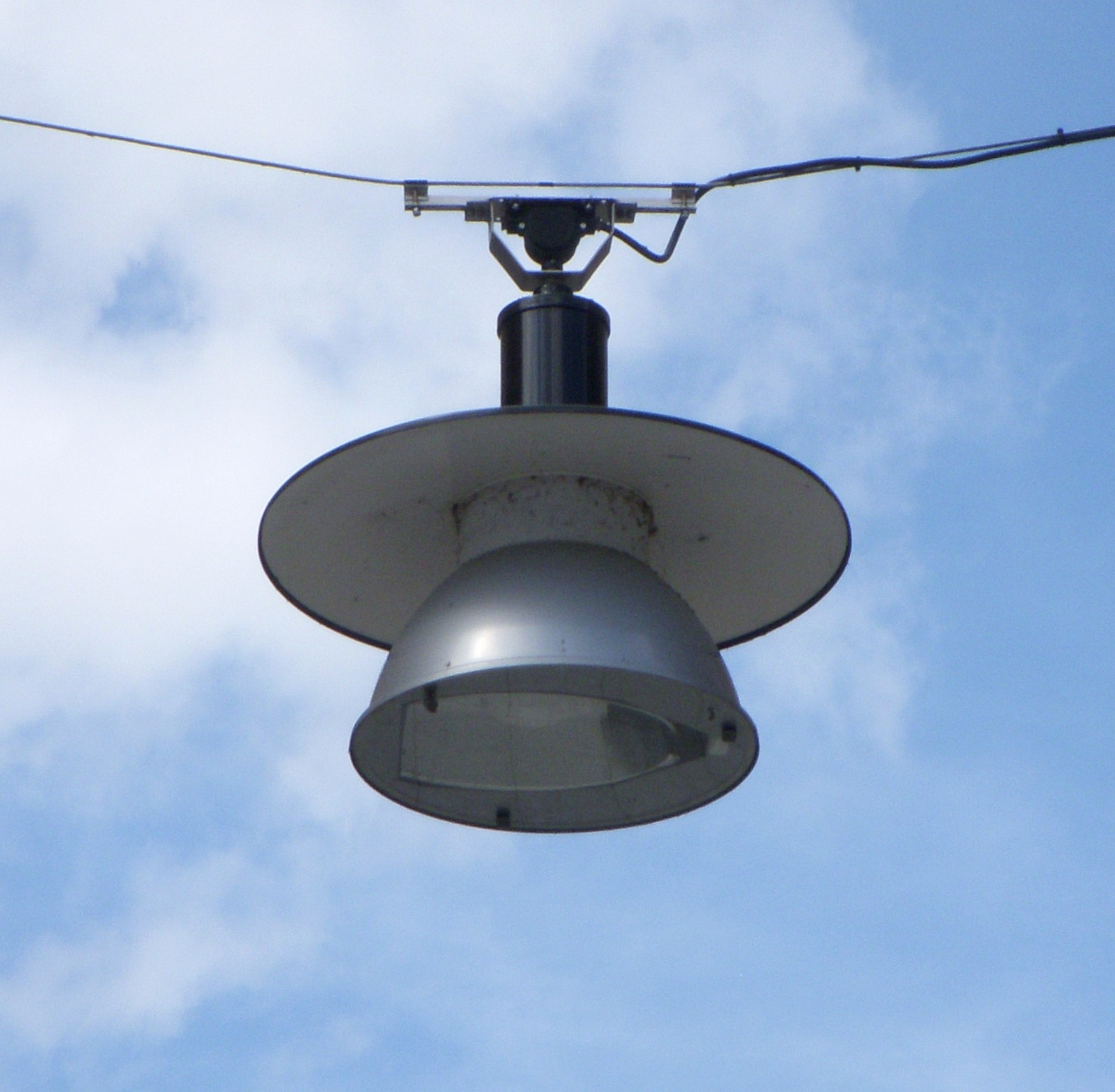
Stockholmsarmaturen.
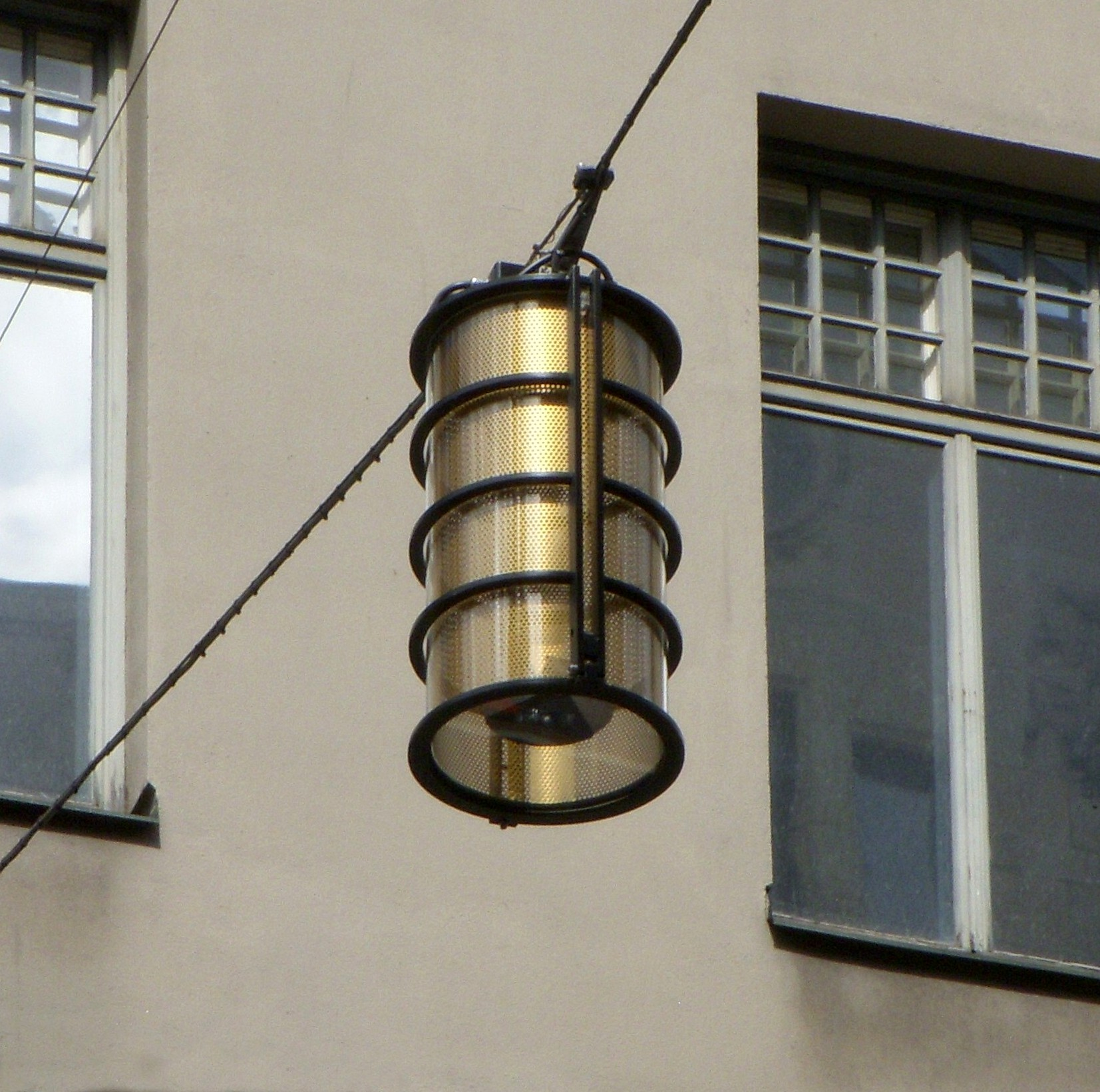
Ny armatur på Kungsgatan.
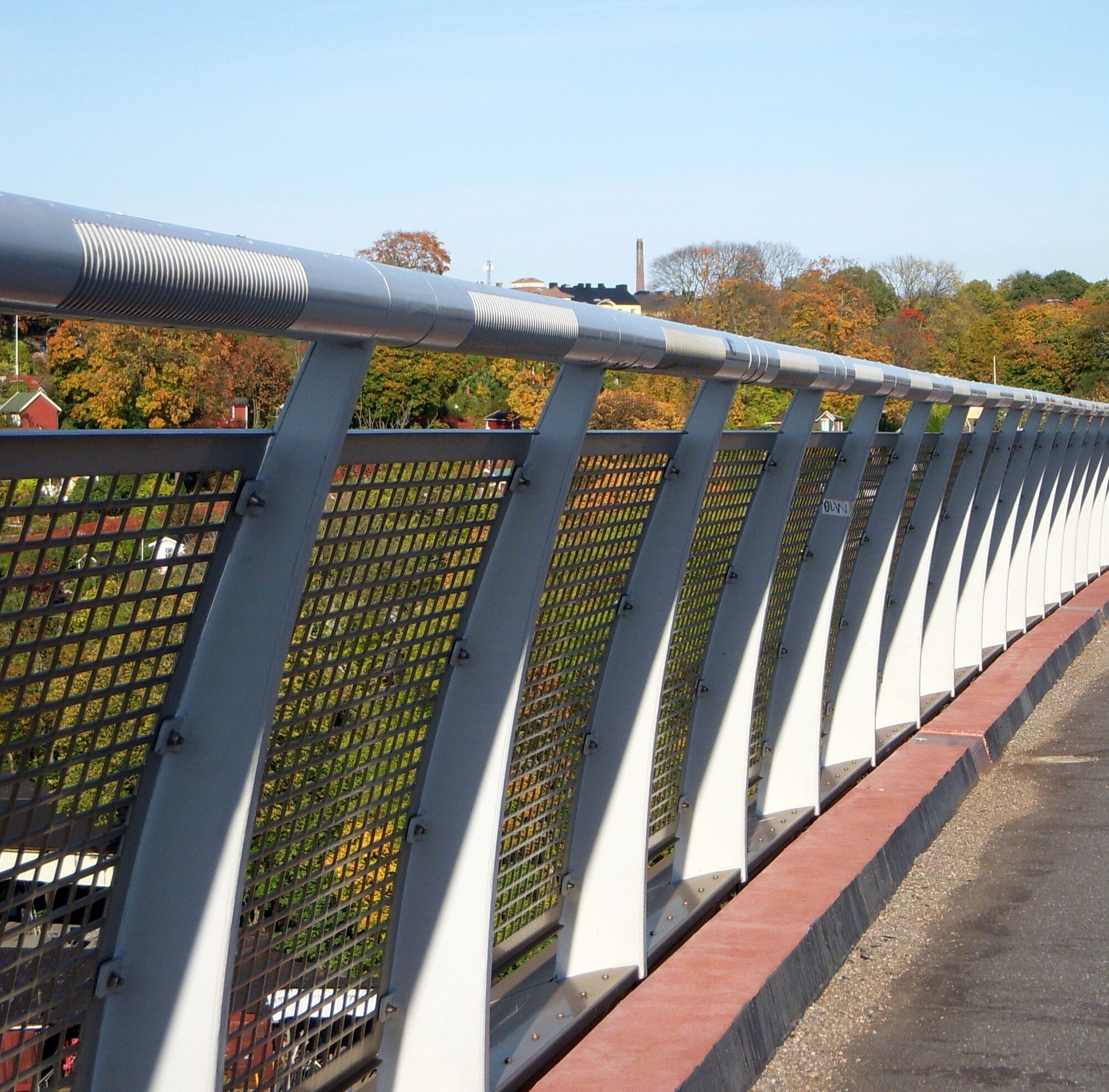
Indirekt belysning på Årstabron.
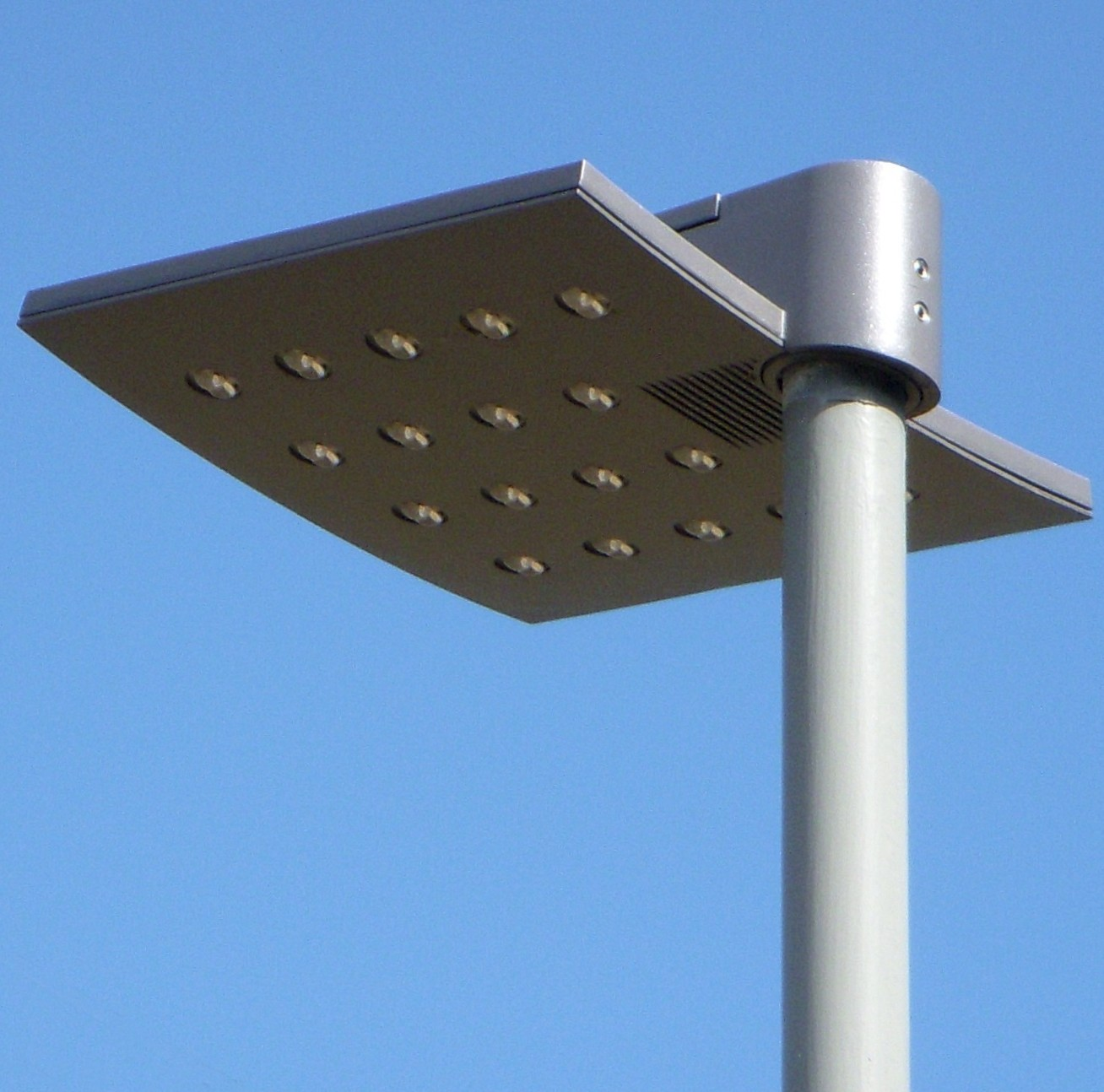
Testarmatur med lysdioder.
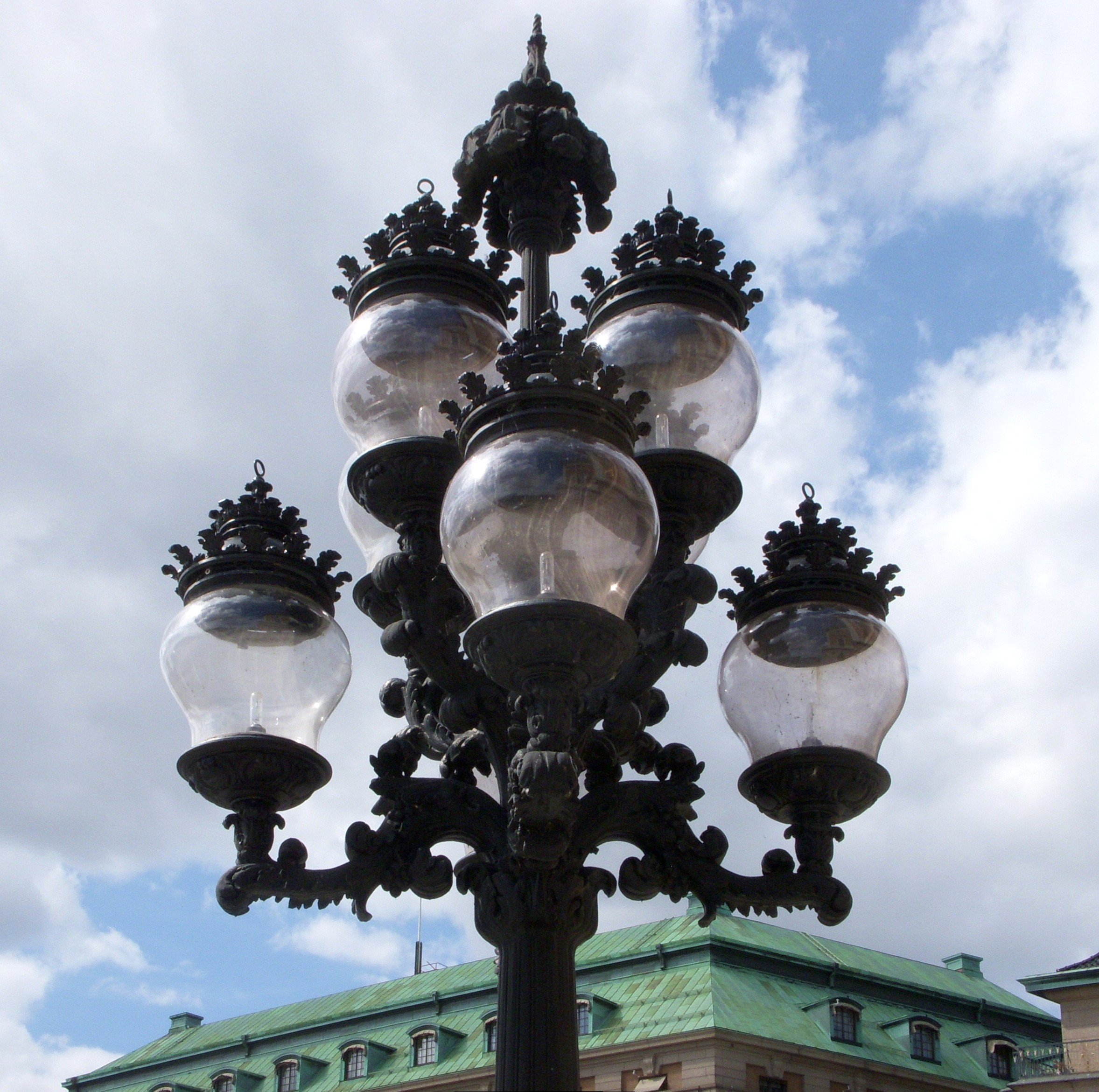
Gjutjärnskandelaber vid Operan.
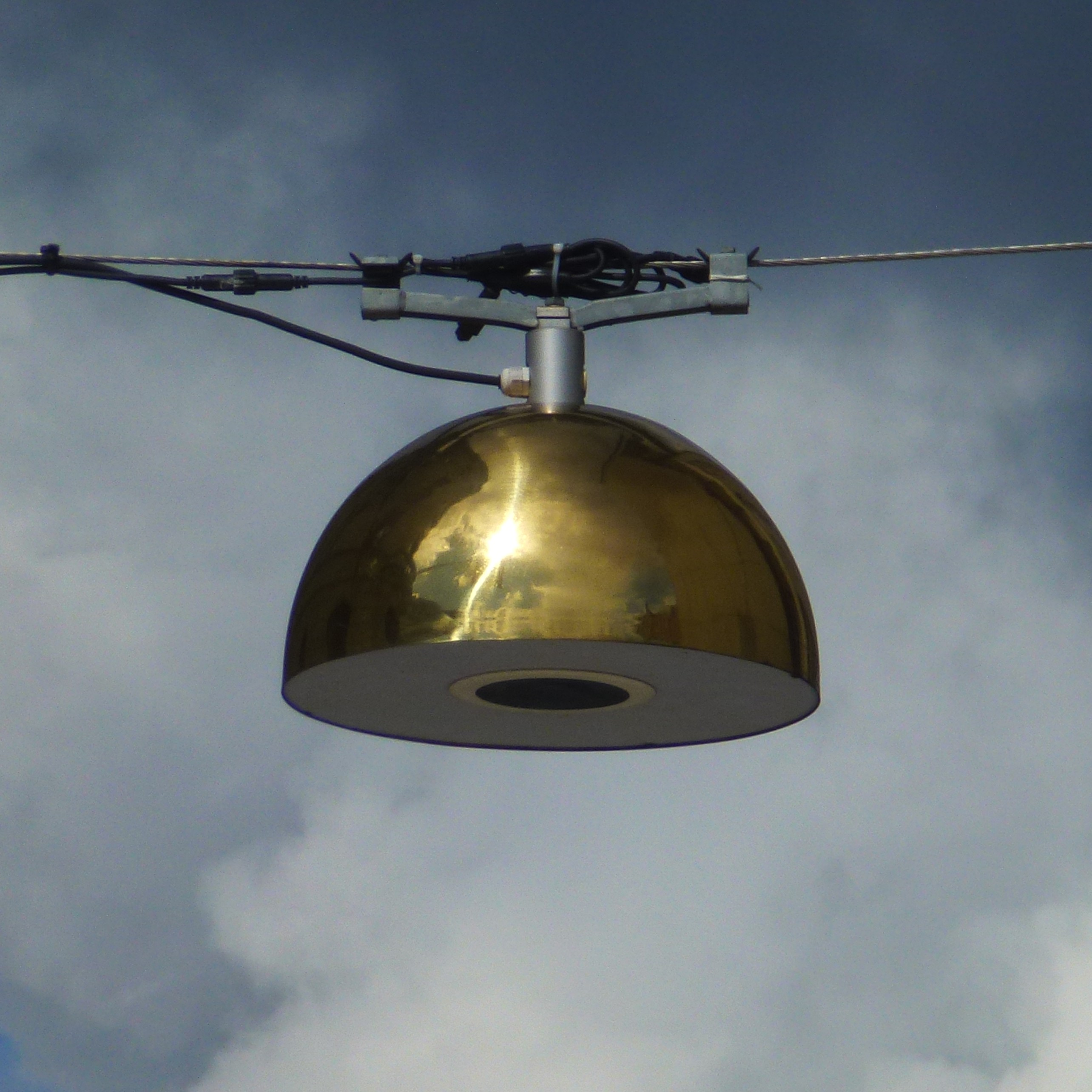
Guldfärgad armatur över Biblioteksgatan.
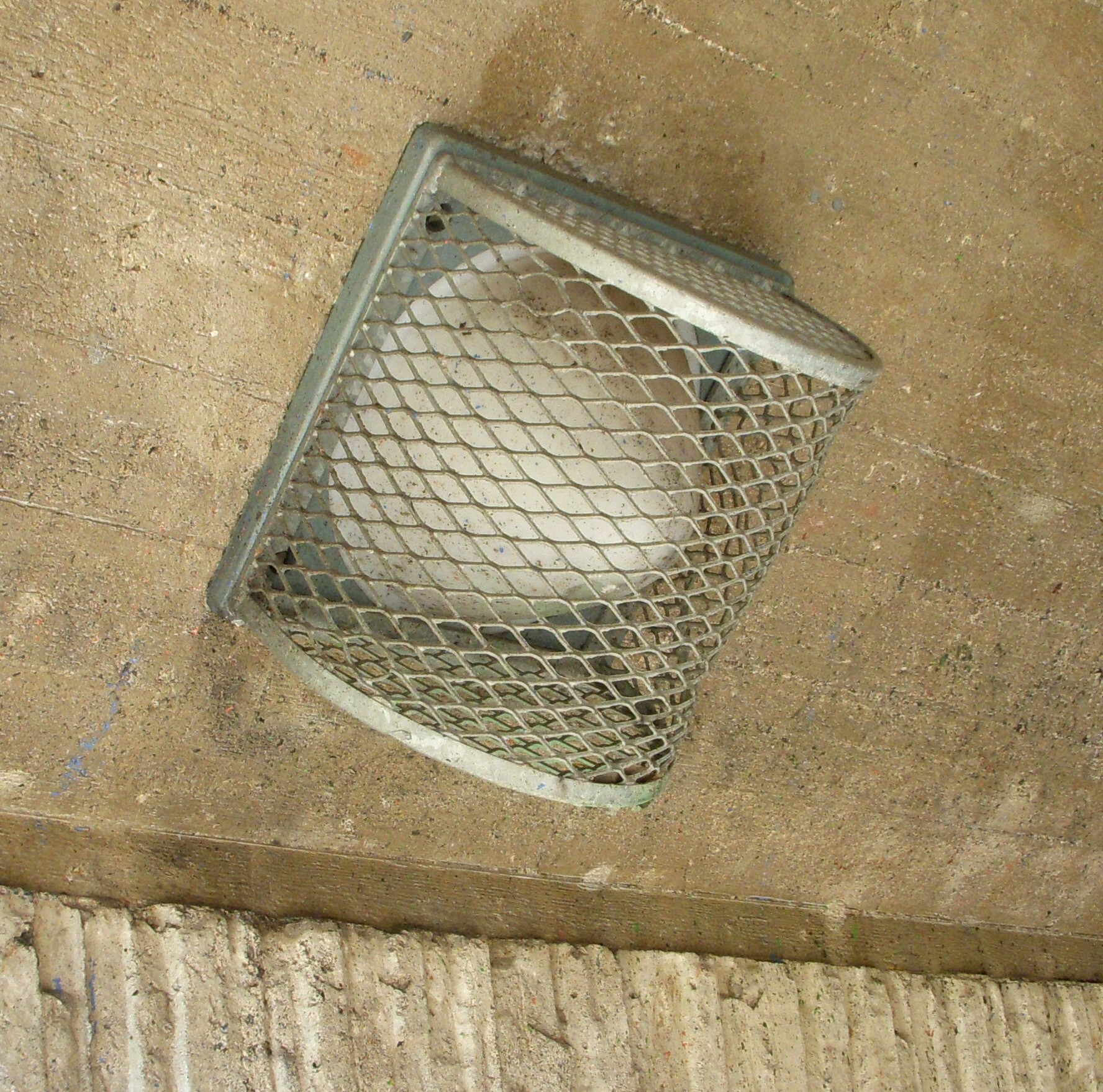
”Jungfrubröst” i gångtunnel.
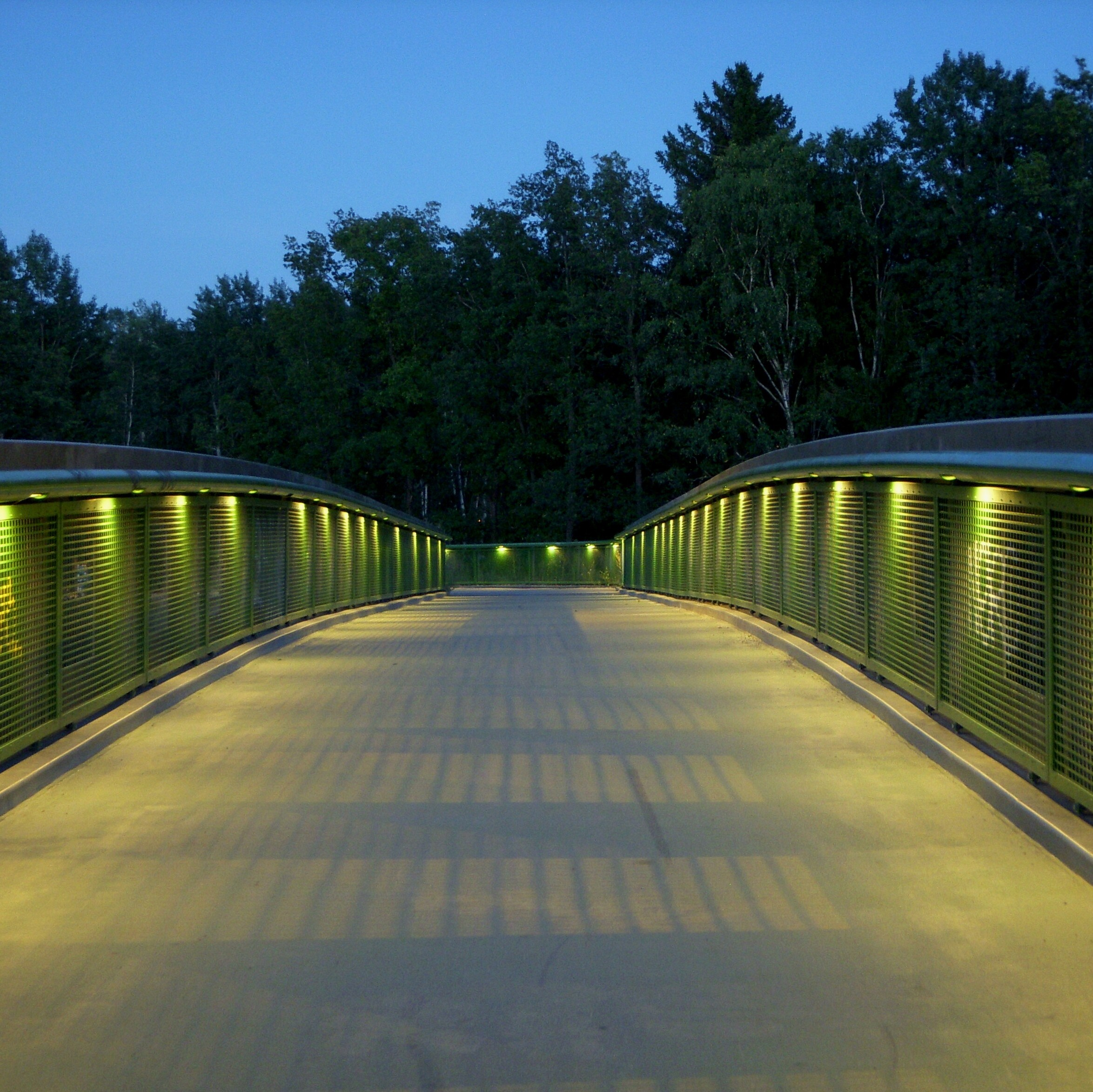
Indirekt belysning på Smistabron över Södertäljevägen.
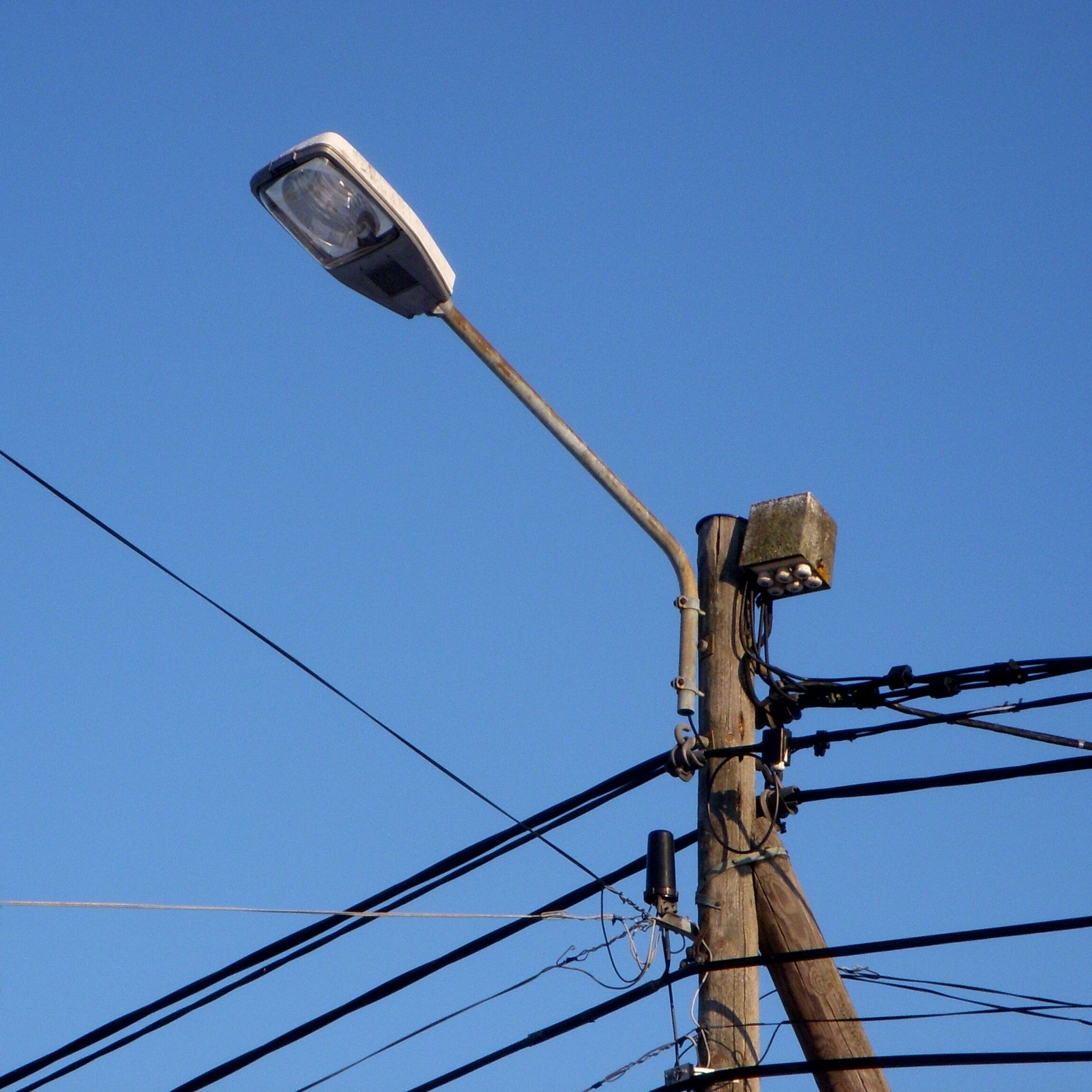
Äldre trästolpe med ny armatur i småhusområde.

## Framtidens ljus
Eftersom de lampor som 2011 är baserade på kvicksilver såsom lysrörslampor skall vara tagna ur bruk före 2015 på grund av energi- och miljöskäl startade trafikkontoret i oktober 2009 ett tvåårigt försöksprojekt med lysdiodsbaserad belysning av park- och cykelvägar i Akalla. Anläggningen består av 30 ljuspunkter med olika armaturfabrikat som förbrukar cirka hälften så mycket som en  konventionell parklykta med 125 watts kvicksilverlampor.
Av samma anledning planeras ett armaturbyte från 240 watts kvicksilverlampor till 100 watts keramiska metallhalogenlampor. I samband med det undersöks även möjligheten att använda solceller som energikälla för laddning av batterierna i ett möjligt system för solcellsteknik i Stockholms gatubelysning. Trafikkontoret har dock funnit att tekniken ännu inte är praktiskt tillämpbar. Huvudanledning är den dåliga batterikapaciteten, höga kostnader, krävande service och inte minst dålig tillgång på dagsljus vintertid när belysningen behövs som mest.
I London testas för närvarande ett system som kallas Hybrolight. Det är en kombination av solcellspaneler och en vindgenerator som tillsammans levererar elenergin till en gatlykta.

### Noter

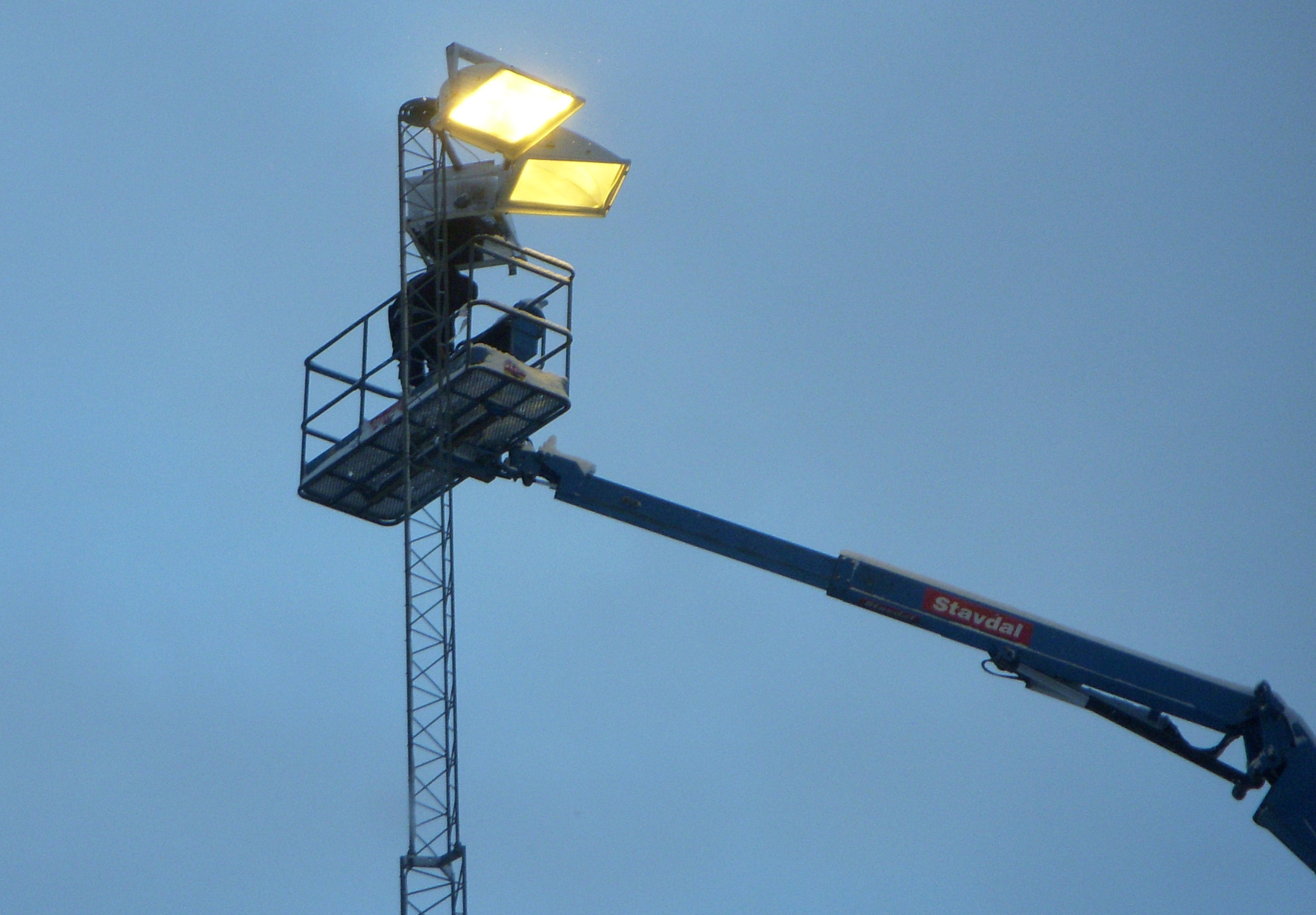
Underhållsarbete på belysningsmast i Stockholm.

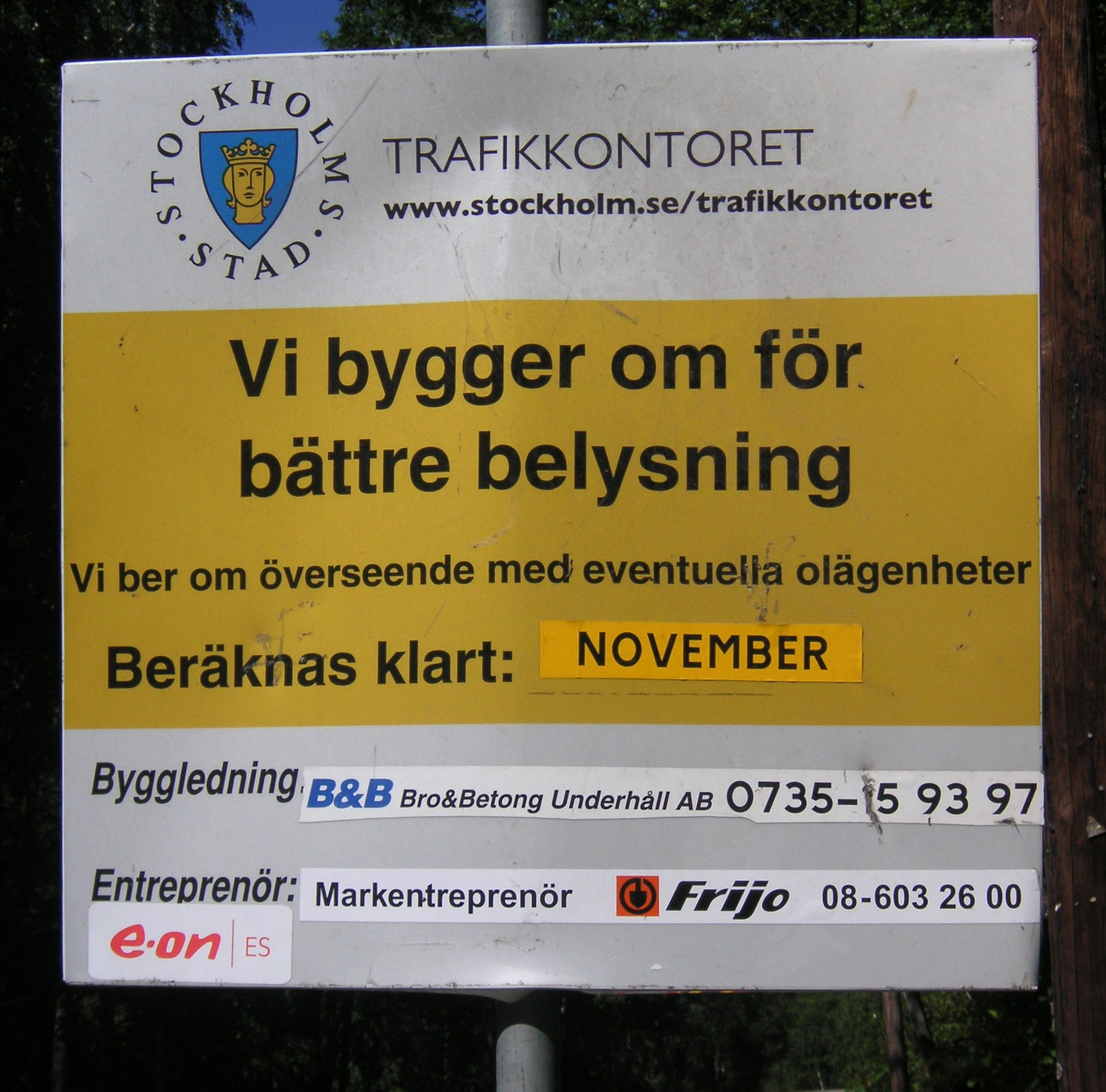
Trafikkontoret informerar (2011).